# 勲一等旭日大綬章
勲一等旭日大綬章（くんいっとう きょくじつだいじゅしょう）は、日本の勲章の一つ。
1875年（明治8年）4月10日、勲章制定ノ件（明治8年太政官布告第54号）に基づいて制定された。2003年（平成15年）11月3日に漢数字による勲等表示が廃止され、同日以後に授与されるものは旭日大綬章と改められた。

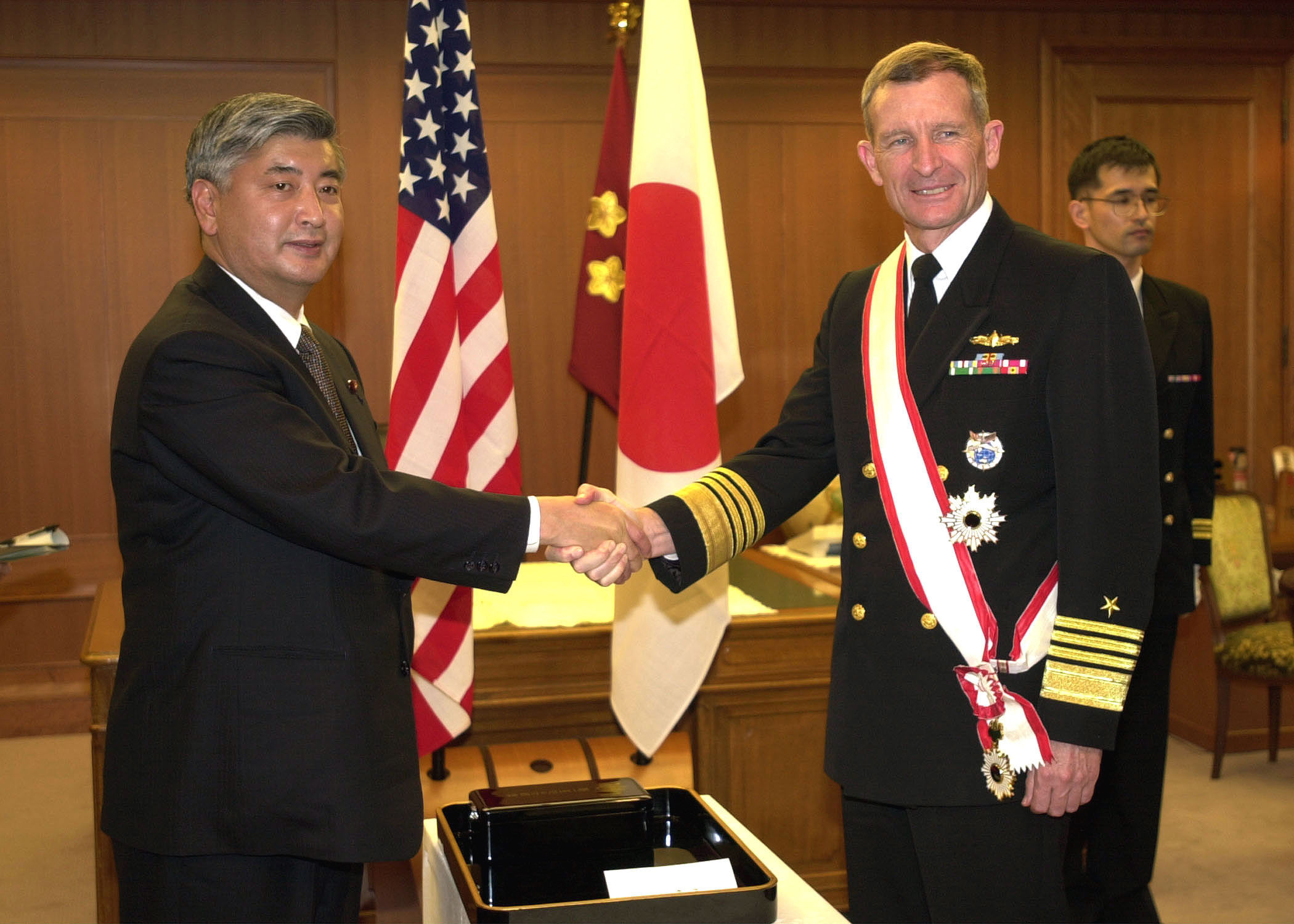
2002年（平成14年）2月、中谷元防衛庁長官（左）から勲一等旭日大綬章を伝達されるデニス・C・ブレアアメリカ太平洋軍海軍大将（右）。

## 佩用方法
大綬を右肩から左脇に垂れ、副章（勲二等旭日重光章の正章と同じ）を左胸に佩用する。

## 受章者
受章者は合計で1220名（戦前810名、戦後410名）。叙勲対象者は男性とされていた。

### 主な受章者

#### 明治時代
| 受章者名         | 主な官職・役職                               | 受章日                     | 備考                         |
| ---------------- | -------------------------------------------- | -------------------------- | ---------------------------- |
| 明治天皇         | 天皇                                         | 1875年（明治8年）12月31日  | 勲章制定にあたり「自ら佩用」 |
| 有栖川宮幟仁親王 | 皇典講究所総裁                               | 1875年（明治8年）12月31日  | 皇族                         |
| 有栖川宮威仁親王 | 元帥海軍大将、軍事参議官                     | 1875年（明治8年）12月31日  | 皇族                         |
| 有栖川宮熾仁親王 | 陸軍大将、参謀総長                           | 1875年（明治8年）12月31日  | 皇族                         |
| 華頂宮博経親王   | 海軍少将                                     | 1875年（明治8年）12月31日  | 皇族                         |
| 北白川宮能久親王 | 陸軍大将、近衛師団長                         | 1875年（明治8年）12月31日  | 皇族                         |
| 久邇宮朝彦親王   | 神宮祭主                                     | 1875年（明治8年）12月31日  | 皇族                         |
| 小松宮彰仁親王   | 元帥陸軍大将、参謀総長                       | 1875年（明治8年）12月31日  | 皇族                         |
| 梨本宮守脩親王   | 上野太守                                     | 1875年（明治8年）12月31日  | 皇族                         |
| 伏見宮貞愛親王   | 元帥陸軍大将、第1師団長                      | 1875年（明治8年）12月31日  | 皇族                         |
| 山階宮晃親王     | 議定、治部卿                                 | 1875年（明治8年）12月31日  | 皇族                         |
| 西郷従道         | 侯爵、元帥海軍大将、海軍大臣                 | 1876年（明治9年）9月23日   | 士族（薩摩）                 |
| 岩倉具視         | 右大臣                                       | 1876年（明治9年）12月29日  | 公家                         |
| 三条実美         | 公爵、太政大臣                               | 1876年（明治9年）12月29日  | 公家                         |
| 木戸孝允         | 参議                                         | 1877年（明治10年）5月24日  | 士族（長州）                 |
| 伊藤博文         | 公爵、初代内閣総理大臣                       | 1877年（明治10年）11月2日  | 士族（長州）                 |
| 大木喬任         | 伯爵、枢密院議長                             | 1877年（明治10年）11月2日  | 士族（佐賀）                 |
| 大久保利通       | 内務卿、贈右大臣                             | 1877年（明治10年）11月2日  | 士族（薩摩）                 |
| 大隈重信         | 侯爵、第8・17代内閣総理大臣                  | 1877年（明治10年）11月2日  | 士族（佐賀）                 |
| 川村純義         | 伯爵、海軍大将                               | 1877年（明治10年）11月2日  | 士族（薩摩）                 |
| 黒田清隆         | 伯爵、海軍中将、第2代内閣総理大臣            | 1877年（明治10年）11月2日  | 士族（薩摩）                 |
| 寺島宗則         | 伯爵、参議、外務卿                           | 1877年（明治10年）11月2日  | 士族（薩摩）                 |
| 山縣有朋         | 公爵、元帥陸軍大将、第3・9代内閣総理大臣     | 1877年（明治10年）11月2日  |                              |
| 徳大寺実則       | 公爵、内大臣                                 | 1877年（明治10年）11月22日 | 公家                         |
| 井上馨           | 侯爵、外務大臣                               | 1879年（明治12年）2月10日  | 士族（長州）                 |
| 山田顕義         | 伯爵、陸軍中将、司法大臣                     | 1879年（明治12年）11月1日  | 士族（長州）                 |
| 嵯峨実愛         | 議定、刑部卿、教部卿                         | 1880年（明治13年）11月2日  | 公家                         |
| 中御門経之       | 侯爵、大納言                                 | 1880年（明治13年）11月2日  | 公家                         |
| 中山忠能         | 侯爵、権大納言                               | 1880年（明治13年）11月2日  | 公家                         |
| 伊地知正治       | 伯爵、参議                                   | 1881年（明治14年）7月15日  | 士族（薩摩）                 |
| 島津久光         | 公爵、左大臣                                 | 1881年（明治14年）7月15日  | 士族（薩摩）                 |
| 九条道孝         | 公爵、左大臣                                 | 1881年（明治14年）7月15日  | 公家                         |
| 副島種臣         | 伯爵、内務大臣                               | 1881年（明治14年）7月22日  | 士族（佐賀）                 |
| 松方正義         | 公爵、第4・6代内閣総理大臣                   | 1881年（明治14年）7月22日  | 士族（薩摩）                 |
| 大山巌           | 公爵、元帥陸軍大将、陸軍大臣                 | 1882年（明治15年）11月1日  | 士族（薩摩）                 |
| 佐々木高行       | 侯爵、参議、工部卿                           | 1882年（明治15年）11月1日  | 士族（土佐）                 |
| 佐野常民         | 伯爵、農商務大臣                             | 1882年（明治15年）11月1日  | 士族（佐賀）                 |
| 福岡孝弟         | 子爵、文部卿                                 | 1882年（明治15年）11月1日  | 士族（土佐）                 |
| 近衛忠煕         | 左大臣、関白                                 | 1885年（明治18年）4月2日   | 公家                         |
| 榎本武揚         | 子爵、海軍中将、外務大臣                     | 1886年（明治19年）3月11日  | 士族（幕臣）                 |
| 谷干城           | 子爵、陸軍中将、農商務大臣                   | 1886年（明治19年）3月11日  | 士族（土佐）                 |
| 森有礼           | 子爵、文部大臣                               | 1886年（明治19年）3月11日  | 士族（薩摩）                 |
| 土方久元         | 伯爵、宮内大臣                               | 1887年（明治20年）10月25日 | 士族（土佐）                 |
| 伊東祐麿         | 子爵、海軍中将、海軍兵学校長                 | 1887年（明治20年）11月2日  | 士族（薩摩）                 |
| 高島鞆之助       | 子爵、陸軍中将、陸軍大臣                     | 1887年（明治20年）11月2日  | 士族（薩摩）                 |
| 三好重臣         | 子爵、陸軍中将、枢密顧問官                   | 1887年（明治20年）11月2日  | 士族（長州）                 |
| 赤松則良         | 男爵、海軍中将、横須賀鎮守府司令長官         | 1889年（明治22年）5月29日  | 士族（幕臣）                 |
| 中牟田倉之助     | 子爵、海軍中将、海軍軍令部長                 | 1889年（明治22年）5月29日  | 士族（佐賀）                 |
| 柳原前光         | 伯爵、元老院議長                             | 1889年（明治22年）5月29日  | 公家                         |
| 松平春嶽         | 旧福井藩主、民部卿、大蔵卿                   | 1889年（明治22年）5月29日  | 士族（福井）                 |
| 後藤象二郎       | 伯爵、農商務大臣                             | 1889年（明治22年）12月27日 | 士族（土佐）                 |
| 浅野長勲         | 侯爵、旧広島藩主                             | 1890年（明治23年）10月21日 | 士族（広島）                 |
| 島津忠義         | 公爵、旧薩摩藩主、参議                       | 1890年（明治23年）10月21日 | 士族（薩摩）                 |
| 伊達宗城         | 旧宇和島藩主、大蔵卿                         | 1890年（明治23年）10月21日 | 士族（宇和島）               |
| 毛利元徳         | 公爵、旧長州藩主、参議                       | 1890年（明治23年）10月21日 | 士族（長州）                 |
| 青木周蔵         | 子爵、外務大臣                               | 1894年（明治27年）8月29日  | 士族（長州）                 |
| 伊東祐亨         | 伯爵、元帥海軍大将                           | 1895年（明治28年）8月5日   | 士族（薩摩）                 |
| 樺山資紀         | 伯爵、海軍大将、海軍大臣                     | 1895年（明治28年）8月5日   | 士族（薩摩）                 |
| 川上操六         | 陸軍大将、参謀総長                           | 1895年（明治28年）8月5日   | 士族（薩摩）                 |
| 野津道貫         | 侯爵、元帥陸軍大将                           | 1895年（明治28年）8月5日   | 士族（薩摩）                 |
| 佐久間左馬太     | 伯爵、陸軍大将                               | 1895年（明治28年）8月20日  | 士族（長州）                 |
| 陸奥宗光         | 伯爵、外務大臣                               | 1895年（明治28年）8月20日  | 士族（紀州）                 |
| 山地元治         | 子爵、陸軍中将、西部都督                     | 1895年（明治28年）8月20日  | 士族（土佐）                 |
| 大鳥圭介         | 男爵、枢密顧問官                             | 1895年（明治28年）10月31日 | 士族（幕臣）                 |
| 香川敬三         | 伯爵、皇太后宮大夫                           | 1895年（明治28年）10月31日 | 士族（水戸）                 |
| 西園寺公望       | 公爵、第12・14代内閣総理大臣                 | 1896年（明治29年）6月5日   | 公家                         |
| 大給恒           | 伯爵、旧奥殿藩主、賞勲局総裁                 | 1896年（明治29年）6月30日  | 士族（奥殿）                 |
| 板垣退助         | 伯爵、内務大臣                               | 1896年（明治29年）9月29日  | 士族（土佐）                 |
| 広幡忠礼         | 侯爵、内大臣                                 | 1897年（明治30年）2月18日  | 公家                         |
| 鍋島直大         | 侯爵、旧佐賀藩主                             | 1897年（明治30年）6月30日  | 士族（佐賀）                 |
| 黒川通軌         | 男爵、陸軍中将、第4師団長                    | 1897年（明治30年）10月20日 | 士族（小松）                 |
| 山尾庸三         | 子爵、法制局長官                             | 1898年（明治31年）1月31日  | 士族（長州）                 |
| 渡辺昇           | 子爵、大阪府知事、会計検査院長               | 1898年（明治31年）3月29日  | 士族（大村）                 |
| 尾崎忠治         | 男爵、大審院長                               | 1898年（明治31年）12月28日 | 士族（土佐）                 |
| 勝安芳           | 伯爵、海軍卿                                 | 1898年（明治31年）12月28日 | 士族（幕臣）                 |
| 田中不二麿       | 子爵、司法大臣                               | 1898年（明治31年）12月28日 | 士族（尾張）                 |
| 花房義質         | 子爵、枢密顧問官                             | 1898年（明治31年）12月28日 | 士族（岡山）                 |
| 東久世通禧       | 伯爵、貴族院副議長、枢密院副議長             | 1898年（明治31年）12月28日 | 公家                         |
| 西徳二郎         | 男爵、外務大臣                               | 1899年（明治32年）12月27日 | 士族（薩摩）                 |
| 林董             | 伯爵、外務大臣                               | 1899年（明治32年）12月27日 | 士族（佐倉）                 |
| 品川弥二郎       | 子爵、内務大臣                               | 1900年（明治33年）2月26日  | 士族（長州） 没後追贈        |
| 山田信道         | 男爵、農商務大臣                             | 1900年（明治33年）3月11日  | 士族（熊本） 没後追贈        |
| 田中光顕         | 伯爵、陸軍少将、宮内大臣                     | 1900年（明治33年）5月10日  | 士族（土佐）                 |
| 仁礼景範         | 子爵、海軍中将、海軍大臣                     | 1900年（明治33年）11月21日 | 士族（薩摩）                 |
| 東郷平八郎       | 侯爵、元帥海軍大将                           | 1901年（明治34年）7月19日  | 士族（薩摩）                 |
| 山口素臣         | 子爵、陸軍大将、第5師団長                    | 1901年（明治34年）7月19日  | 士族（長州）                 |
| 宍戸璣           | 子爵、清国駐剳全権公使                       | 1901年（明治34年）9月30日  | 士族（長州）                 |
| 桂太郎           | 公爵、陸軍大将、第11・13・15代内閣総理大臣   | 1901年（明治34年）12月27日 | 士族（長州）                 |
| 河瀬真孝         | 子爵、侍従長                                 | 1901年（明治34年）12月27日 | 士族（長州）                 |
| 鮫島員規         | 男爵、海軍大将                               | 1901年（明治34年）12月27日 | 士族（薩摩）                 |
| 寺内正毅         | 伯爵、元帥陸軍大将、第18代内閣総理大臣       | 1901年（明治34年）12月27日 | 士族（長州）                 |
| 楠本正隆         | 男爵、東京府知事、衆議院議長                 | 1902年（明治35年）2月7日   | 士族（大村）                 |
| 内海忠勝         | 男爵、内務大臣                               | 1902年（明治35年）2月27日  | 士族（長州）                 |
| 児玉源太郎       | 伯爵、陸軍大将、陸軍大臣                     | 1902年（明治35年）2月27日  | 士族（長州）                 |
| 小村寿太郎       | 侯爵、外務大臣                               | 1902年（明治35年）2月27日  | 士族（飫肥）                 |
| 芳川顕正         | 伯爵、内務大臣                               | 1902年（明治35年）2月27日  | 士族（徳島）                 |
| 鳥尾小弥太       | 子爵、陸軍中将、近衛都督                     | 1902年（明治35年）6月30日  | 士族（長州）                 |
| 岡沢精           | 子爵、陸軍大将、侍従武官長                   | 1902年（明治35年）12月3日  | 士族（長州）                 |
| 海江田信義       | 子爵、枢密顧問官                             | 1902年（明治35年）12月27日 | 士族（薩摩）                 |
| 九鬼隆一         | 男爵、枢密顧問官                             | 1902年（明治35年）12月27日 | 士族（三田）                 |
| 細川潤次郎       | 男爵、枢密顧問官                             | 1902年（明治35年）12月27日 | 士族（土佐）                 |
| 久我建通         | 内大臣                                       | 1903年（明治36年）9月26日  | 公家                         |
| 伊東巳代治       | 伯爵、農商務大臣                             | 1903年（明治36年）12月26日 | 士族（大村）                 |
| 三宮義胤         | 男爵、式部長官                               | 1903年（明治36年）12月26日 | 滋賀                         |
| 蜂須賀茂韶       | 侯爵、旧徳島藩主、貴族院議長                 | 1903年（明治36年）12月27日 | 士族（徳島）                 |
| 永山武四郎       | 男爵、陸軍中将、第7師団長                    | 1904年（明治37年）5月27日  | 士族（薩摩）                 |
| 岩村通俊         | 男爵、農商務大臣                             | 1904年（明治37年）6月23日  | 士族（土佐）                 |
| 渡辺千秋         | 子爵、宮内大臣                               | 1904年（明治37年）6月28日  | 士族（諏訪）                 |
| 岩倉具定         | 公爵、宮内大臣                               | 1904年（明治37年）12月27日 | 公家                         |
| 杉孫七郎         | 子爵、枢密顧問官                             | 1904年（明治37年）12月27日 | 士族（長州）                 |
| 松村務本         | 陸軍中将                                     | 1905年（明治38年）2月4日   | 士族（加賀）                 |
| 奥保鞏           | 伯爵、元帥陸軍大将、参謀総長                 | 1905年（明治38年）5月30日  | 士族（小倉）                 |
| 黒木為楨         | 伯爵、陸軍大将                               | 1905年（明治38年）5月30日  | 士族（薩摩）                 |
| 長谷川好道       | 伯爵、元帥陸軍大将、参謀総長                 | 1905年（明治38年）5月30日  | 士族（長州）                 |
| 林友幸           | 伯爵、枢密顧問官                             | 1905年（明治38年）6月24日  | 士族（長州）                 |
| 佐双左仲         | 海軍造船総監                                 | 1905年（明治38年）10月9日  | 士族（加賀）                 |
| 井上良馨         | 子爵、元帥海軍大将                           | 1905年（明治38年）11月30日 | 士族（薩摩）                 |
| 角田秀松         | 海軍中将                                     | 1905年（明治38年）12月13日 | 会津                         |
| 高崎正風         | 男爵、枢密顧問官                             | 1905年（明治38年）12月22日 | 士族（薩摩）                 |
| 野崎貞澄         | 男爵、陸軍中将、第6師団長                    | 1906年（明治39年）1月8日   | 士族（薩摩）                 |
| 浅田信興         | 男爵、陸軍大将、教育総監                     | 1906年（明治39年）4月1日   | 士族（川越）                 |
| 新井晴簡         | 陸軍中将                                     | 1906年（明治39年）4月1日   | 兵庫                         |
| 有馬新一         | 男爵、海軍中将、第一艦隊司令長官             | 1906年（明治39年）4月1日   | 士族（薩摩）                 |
| 飯田俊助         | 男爵、陸軍中将、第1師団長                    | 1906年（明治39年）4月1日   | 長州                         |
| 石黒忠悳         | 子爵、陸軍軍医総監、枢密顧問官               | 1906年（明治39年）4月1日   |                              |
| 石本新六         | 男爵、陸軍中将、陸軍大臣                     | 1906年（明治39年）4月1日   | 士族（姫路）                 |
| 伊集院五郎       | 男爵、元帥海軍大将                           | 1906年（明治39年）4月1日   | 士族（薩摩）                 |
| 伊瀬知好成       | 男爵、陸軍中将、第6師団長                    | 1906年（明治39年）4月1日   |                              |
| 井上勝之助       | 侯爵、宗秩寮総裁                             | 1906年（明治39年）4月1日   |                              |
| 井上光           | 男爵、陸軍大将、第4師団長                    | 1906年（明治39年）4月1日   |                              |
| 井上勝           | 子爵、鉄道局長官                             | 1906年（明治39年）4月1日   |                              |
| 茨木惟昭         | 男爵、陸軍中将、第6師団長                    | 1906年（明治39年）4月1日   |                              |
| 上田有沢         | 男爵、陸軍大将、朝鮮駐剳軍司令官             | 1906年（明治39年）4月1日   |                              |
| 内田康哉         | 男爵、海軍大将                               | 1906年（明治39年）4月1日   | 士族（熊本）                 |
| 瓜生外吉         | 男爵、海軍大将、横須賀鎮守府司令長官         | 1906年（明治39年）4月1日   |                              |
| 江木千之         | 文部大臣                                     | 1906年（明治39年）4月1日   |                              |
| 大浦兼武         | 子爵、内務大臣                               | 1906年（明治39年）4月1日   |                              |
| 大久保春野       | 男爵、陸軍大将、韓国駐剳軍司令官             | 1906年（明治39年）4月1日   |                              |
| 大蔵平三         | 男爵、陸軍中将、軍馬補充部本部長             | 1906年（明治39年）4月1日   |                              |
| 大迫尚敏         | 子爵、陸軍大将、学習院長                     | 1906年（明治39年）4月1日   |                              |
| 大島久直         | 子爵、陸軍大将、教育総監                     | 1906年（明治39年）4月1日   |                              |
| 大島義昌         | 子爵、陸軍大将、関東都督                     | 1906年（明治39年）4月1日   |                              |
| 大森鍾一         | 男爵、皇后宮大夫                             | 1906年（明治39年）4月1日   |                              |
| 小川又次         | 子爵、陸軍大将、第4師団長                    | 1906年（明治39年）4月1日   |                              |
| 沖原光孚         | 男爵、陸軍中将、第15師団長                   | 1906年（明治39年）4月1日   |                              |
| 小沢武雄         | 男爵、陸軍中将、参謀本部長                   | 1906年（明治39年）4月1日   |                              |
| 小野田元熈       | 内務省警保局長、貴族院議員                   | 1906年（明治39年）4月1日   |                              |
| 片岡七郎         | 男爵、海軍大将、連合艦隊司令長官             | 1906年（明治39年）4月1日   |                              |
| 加藤弘之         | 男爵、枢密顧問官                             | 1906年（明治39年）4月1日   |                              |
| 金子堅太郎       | 伯爵、司法大臣                               | 1906年（明治39年）4月1日   | 士族（福岡）                 |
| 上村彦之丞       | 男爵、海軍大将、連合艦隊司令長官             | 1906年（明治39年）4月1日   |                              |
| 木越安綱         | 男爵、陸軍中将、陸軍大臣                     | 1906年（明治39年）4月1日   |                              |
| 清浦奎吾         | 伯爵、第23代内閣総理大臣                     | 1906年（明治39年）4月1日   |                              |
| 栗野慎一郎       | 子爵、枢密顧問官                             | 1906年（明治39年）4月1日   |                              |
| 黒瀬義門         | 男爵、陸軍中将、第7師団長                    | 1906年（明治39年）4月1日   |                              |
| 黒田清綱         | 子爵、枢密顧問官                             | 1906年（明治39年）4月1日   |                              |
| 小池正直         | 男爵、陸軍軍医総監、野戦衛生長官             | 1906年（明治39年）4月1日   |                              |
| 税所篤           | 子爵、奈良県知事                             | 1906年（明治39年）4月1日   |                              |
| 斎藤実           | 子爵、海軍大将、第30代内閣総理大臣           | 1906年（明治39年）4月1日   |                              |
| 阪井重季         | 男爵、陸軍中将、留守第1師団長                | 1906年（明治39年）4月1日   |                              |
| 阪谷芳郎         | 子爵、大蔵大臣                               | 1906年（明治39年）4月1日   |                              |
| 実吉安純         | 子爵、海軍軍医総監、海軍医務局長             | 1906年（明治39年）4月1日   |                              |
| 鮫島重雄         | 男爵、陸軍大将、第14師団長                   | 1906年（明治39年）4月1日   |                              |
| 塩屋方圀         | 陸軍中将                                     | 1906年（明治39年）4月1日   |                              |
| 柴野義広         | 陸軍中将                                     | 1906年（明治39年）4月1日   |                              |
| 柴山矢八         | 男爵、海軍大将、連合艦隊司令長官             | 1906年（明治39年）4月1日   |                              |
| 周布公平         | 男爵、神奈川県知事                           | 1906年（明治39年）4月1日   |                              |
| 勝田四方蔵       | 男爵、陸軍中将、東京湾要塞司令官             | 1906年（明治39年）4月1日   |                              |
| 末松謙澄         | 子爵、内務大臣                               | 1906年（明治39年）4月1日   |                              |
| 千家尊福         | 男爵、司法大臣                               | 1906年（明治39年）4月1日   |                              |
| 曾我祐準         | 子爵、陸軍中将、参謀次長                     | 1906年（明治39年）4月1日   |                              |
| 曾禰荒助         | 子爵、大蔵大臣                               | 1906年（明治39年）4月1日   |                              |
| 園田安賢         | 男爵、北海道庁長官                           | 1906年（明治39年）4月1日   |                              |
| 高崎親章         | 大阪府知事                                   | 1906年（明治39年）4月1日   |                              |
| 高平小五郎       | 男爵、外務次官                               | 1906年（明治39年）4月1日   |                              |
| 立見尚文         | 男爵、陸軍大将、第8師団長                    | 1906年（明治39年）4月1日   |                              |
| 田辺輝実         | 三重県知事                                   | 1906年（明治39年）4月1日   |                              |
| 塚本勝嘉         | 男爵、陸軍中将、第9師団長                    | 1906年（明治39年）4月1日   |                              |
| 土屋光春         | 男爵、陸軍大将、第4師団長                    | 1906年（明治39年）4月1日   |                              |
| 出羽重遠         | 男爵、海軍大将、連合艦隊司令長官             | 1906年（明治39年）4月1日   |                              |
| 徳川家達         | 公爵、貴族院議長、徳川家第16代当主           | 1906年（明治39年）4月1日   | 士族（徳川）                 |
| 中村覚           | 男爵、陸軍大将、侍従武官長                   | 1906年（明治39年）4月1日   |                              |
| 中村雄次郎       | 男爵、陸軍中将、宮内大臣                     | 1906年（明治39年）4月1日   |                              |
| 鍋島幹           | 男爵、広島県知事                             | 1906年（明治39年）4月1日   |                              |
| 奈良原繁         | 男爵、沖縄県知事                             | 1906年（明治39年）4月1日   | 士族（薩摩）                 |
| 西寛二郎         | 子爵、陸軍大将、教育総監                     | 1906年（明治39年）4月1日   |                              |
| 西島助義         | 男爵、陸軍中将、第2師団長                    | 1906年（明治39年）4月1日   |                              |
| 野田豁通         | 男爵、陸軍主計総監、野戦監督総監             | 1906年（明治39年）4月1日   |                              |
| 野村靖           | 子爵、内務大臣                               | 1906年（明治39年）4月1日   |                              |
| 橋本綱常         | 子爵、陸軍軍医総監                           | 1906年（明治39年）4月1日   |                              |
| 服部一三         | 貴族院議員                                   | 1906年（明治39年）4月1日   |                              |
| 林権助           | 男爵、式部長官                               | 1906年（明治39年）4月1日   |                              |
| 原口兼済         | 男爵、陸軍中将、韓国駐剳軍司令官             | 1906年（明治39年）4月1日   |                              |
| 日高壮之丞       | 男爵、海軍大将、連合艦隊司令長官             | 1906年（明治39年）4月1日   |                              |
| 平田東助         | 伯爵、内大臣                                 | 1906年（明治39年）4月1日   |                              |
| 藤井包總         | 男爵、陸軍中将、陸軍幼年学校長、陸地測量部長 | 1906年（明治39年）4月1日   | 士族（備後）                 |
| 牧野伸顕         | 伯爵、内大臣                                 | 1906年（明治39年）4月1日   | 士族（薩摩）                 |
| 松岡康毅         | 男爵、農商務大臣                             | 1906年（明治39年）4月1日   |                              |
| 松尾臣善         | 男爵、日本銀行総裁                           | 1906年（明治39年）4月1日   |                              |
| 松平正直         | 男爵、宮城県知事                             | 1906年（明治39年）4月1日   |                              |
| 松田正久         | 男爵、衆議院議長                             | 1906年（明治39年）4月1日   |                              |
| 真鍋斌           | 男爵、陸軍中将、留守第5師団長                | 1906年（明治39年）4月1日   |                              |
| 三浦安           | 東京府知事                                   | 1906年（明治39年）4月1日   |                              |
| 三好成行         | 男爵、陸軍中将、近衛第1旅団長                | 1906年（明治39年）4月1日   |                              |
| 村上敬次郎       | 男爵、海軍主計総監                           | 1906年（明治39年）4月1日   |                              |
| 矢吹秀一         | 男爵、陸軍中将、工兵監                       | 1906年（明治39年）4月1日   |                              |
| 山内長人         | 男爵、陸軍中将、留守第2師団長                | 1906年（明治39年）4月1日   |                              |
| 安東貞美         | 男爵、陸軍大将、台湾総督                     | 1906年（明治39年）4月12日  |                              |
| 後藤新平         | 伯爵、内務大臣                               | 1906年（明治39年）11月13日 | 士族（水沢）                 |
| 堤正誼           | 男爵、宮内次官                               | 1907年（明治40年）2月8日   |                              |
| 田尻稲次郎       | 子爵、会計検査院長                           | 1907年（明治40年）4月1日   |                              |
| 福羽美静         | 子爵、元老院議官                             | 1907年（明治40年）8月14日  |                              |
| 珍田捨巳         | 子爵、侍従長                                 | 1907年（明治40年）9月14日  |                              |
| 本野一郎         | 子爵、外務大臣                               | 1907年（明治40年）9月14日  |                              |
| 南部甕男         | 男爵、大審院長                               | 1907年（明治40年）12月27日 |                              |
| 徳川慶喜         | 公爵、第15代征夷大将軍                       | 1908年（明治41年）4月30日  | 士族（徳川）                 |
| 松永正敏         | 男爵、陸軍中将、第2師団長                    | 1908年（明治41年）6月13日  |                              |
| 都筑馨六         | 男爵、枢密顧問官                             | 1908年（明治41年）8月4日   |                              |
| 岡崎生三         | 男爵、陸軍中将、第13師団長                   | 1908年（明治41年）12月1日  |                              |
| 本田親雄         | 男爵、枢密顧問官                             | 1909年（明治42年）3月1日   |                              |
| 由利公正         | 子爵、東京府知事                             | 1909年（明治42年）4月28日  | 士族（福井） 没後追贈        |
| 山縣伊三郎       | 公爵、逓信大臣                               | 1909年（明治42年）7月21日  |                              |
| 安保清康         | 男爵、海軍中将、呉鎮守府司令長官             | 1909年（明治42年）10月27日 |                              |
| 原田一道         | 男爵、陸軍少将、錦鶏間祗候                   | 1910年（明治43年）12月9日  |                              |
| 相浦紀道         | 男爵、海軍中将、横須賀鎮守府司令長官         | 1911年（明治44年）4月1日   |                              |
| 岩佐純           | 男爵、侍医                                   | 1911年（明治44年）5月13日  |                              |
| 石塚英蔵         | 台湾総督                                     | 1911年（明治44年）6月13日  |                              |
| 柴田家門         | 文部大臣                                     | 1911年（明治44年）6月13日  |                              |
| 松永正敏         | 男爵、陸軍中将、第2師団長                    | 1911年（明治44年）6月13日  |                              |
| 安広伴一郎       | 枢密顧問官                                   | 1911年（明治44年）6月13日  |                              |
| 加藤高明         | 伯爵、第24代内閣総理大臣                     | 1911年（明治44年）8月24日  | 士族（尾張）                 |
| 山座円次郎       | 外交官、特命全権大使                         | 1911年（明治44年）8月24日  |                              |

#### 大正時代
| 受章者名     | 主な官職・役職                         | 受章日                     | 備考                    |
| ------------ | -------------------------------------- | -------------------------- | ----------------------- |
| 小畑美稲     | 男爵、錦鶏間祗候                       | 1912年（大正元年）11月15日 |                         |
| 佐藤愛麿     | 外交、特命全権大使                     | 1913年（大正2年）10月24日  |                         |
| 船越衛       | 男爵、枢密顧問官                       | 1913年（大正2年）12月23日  |                         |
| 穂積陳重     | 男爵、枢密院議長                       | 1913年（大正2年）12月27日  |                         |
| 股野琢       | 内大臣府秘書官長                       | 1913年（大正2年）12月27日  |                         |
| 岡野敬次郎   | 男爵、司法大臣                         | 1914年（大正3年）3月24日   |                         |
| 原敬         | 第19代内閣総理大臣                     | 1914年（大正3年）4月4日    | 士族（盛岡）            |
| 福島安正     | 男爵、陸軍大将、関東都督               | 1914年（大正3年）9月15日   |                         |
| 戸田氏共     | 伯爵、旧大垣藩主、式部長官             | 1914年（大正3年）12月23日  | 士族（大垣）            |
| 有坂成章     | 男爵、陸軍中将、技術審査部長           | 1915年（大正4年）1月11日   |                         |
| 本多道純     | 陸軍中将                               | 1915年（大正4年）3月11日   |                         |
| 浜弘一       | 会計検査院部長                         | 1915年（大正4年）4月24日   |                         |
| 三浦梧楼     | 子爵、陸軍中将、朝鮮公使               | 1915年（大正4年）4月24日   |                         |
| 山根武亮     | 男爵、陸軍中将、近衛師団長             | 1915年（大正4年）4月24日   |                         |
| 上原勇作     | 子爵、元帥陸軍大将、陸軍大臣           | 1915年（大正4年）9月29日   | 士族（薩摩）            |
| 明石元二郎   | 男爵、陸軍大将、台湾総督               | 1915年（大正4年）11月7日   |                         |
| 伊地知季珍   | 海軍中将                               | 1915年（大正4年）11月7日   |                         |
| 市川清次郎   | 海軍機関総監                           | 1915年（大正4年）11月7日   |                         |
| 内山小二郎   | 男爵、陸軍大将、侍従武官長             | 1915年（大正4年）11月7日   |                         |
| 大谷喜久蔵   | 男爵、陸軍大将、教育総監               | 1915年（大正4年）11月7日   |                         |
| 加藤定吉     | 男爵、海軍大将、呉鎮守府司令長官       | 1915年（大正4年）11月7日   |                         |
| 神尾光臣     | 男爵、陸軍大将、青島守備軍司令官       | 1915年（大正4年）11月7日   |                         |
| 川島令次郎   | 海軍中将                               | 1915年（大正4年）11月7日   |                         |
| 木村壮介     | 海軍軍医総監                           | 1915年（大正4年）11月7日   |                         |
| 黒井悌次郎   | 海軍大将                               | 1915年（大正4年）11月7日   |                         |
| 坂本一       | 海軍中将                               | 1915年（大正4年）11月7日   |                         |
| 志佐勝       | 海軍主計中将                           | 1915年（大正4年）11月7日   |                         |
| 島村速雄     | 男爵、元帥海軍大将                     | 1915年（大正4年）11月7日   | 士族（土佐）            |
| 隅徳三       | 陸軍主計総監                           | 1915年（大正4年）11月7日   |                         |
| 栃内曽次郎   | 海軍大将、連合艦隊司令長官             | 1915年（大正4年）11月7日   |                         |
| 南部辰丙     | 陸軍中将                               | 1915年（大正4年）11月7日   |                         |
| 野間口兼雄   | 海軍大将                               | 1915年（大正4年）11月7日   |                         |
| 福田馬之助   | 海軍造船総監                           | 1915年（大正4年）11月7日   |                         |
| 藤井較一     | 海軍大将、連合艦隊司令長官             | 1915年（大正4年）11月7日   |                         |
| 村上格一     | 海軍大将、海軍大臣                     | 1915年（大正4年）11月7日   |                         |
| 森林太郎     | 陸軍軍医総監、小説家                   | 1915年（大正4年）11月7日   | 士族（津和野）          |
| 山下源太郎   | 男爵、海軍大将、連合艦隊司令長官       | 1915年（大正4年）11月7日   |                         |
| 山屋他人     | 海軍大将、連合艦隊司令長官             | 1915年（大正4年）11月7日   |                         |
| 吉松茂太郎   | 海軍大将、連合艦隊司令長官             | 1915年（大正4年）11月7日   |                         |
| 奥田義人     | 男爵、司法大臣                         | 1915年（大正4年）11月10日  |                         |
| 渋沢栄一     | 子爵、貴族院議員                       | 1915年（大正4年）11月10日  |                         |
| 米田虎雄     | 子爵、陸軍中佐、侍従長                 | 1915年（大正4年）11月27日  |                         |
| 池田謙斎     | 男爵、陸軍軍医総監、宮中顧問官         | 1915年（大正4年）12月1日   |                         |
| 斎藤桃太郎   | 帝室会計審査局長官                     | 1915年（大正4年）12月1日   |                         |
| 辻新次       | 男爵、帝国教育会長                     | 1915年（大正4年）12月1日   |                         |
| 中山孝麿     | 侯爵、東宮大夫                         | 1915年（大正4年）12月1日   |                         |
| 波多野敬直   | 子爵、宮内大臣                         | 1915年（大正4年）12月1日   |                         |
| 藤波言忠     | 子爵、宮中顧問官                       | 1915年（大正4年）12月1日   |                         |
| 村木雅美     | 男爵、陸軍中将、東宮武官長             | 1915年（大正4年）12月1日   |                         |
| 北垣国道     | 男爵、枢密顧問官                       | 1916年（大正5年）1月16日   |                         |
| 岩倉具綱     | 公家、掌典長                           | 1916年（大正5年）1月19日   |                         |
| 片山東熊     | 内匠頭                                 | 1916年（大正5年）1月19日   |                         |
| 鷹司熈通     | 公爵、陸軍少将、侍従長                 | 1916年（大正5年）1月19日   |                         |
| 長崎省吾     | 調度頭、宮中顧問官                     | 1916年（大正5年）1月19日   |                         |
| 古川阪次郎   | 鉄道院副総裁、工学博士                 | 1916年（大正5年）1月19日   |                         |
| 岡市之助     | 男爵、陸軍中将、陸軍大臣               | 1916年（大正5年）4月1日    |                         |
| 鈴木貫太郎   | 男爵、海軍大将、第42代内閣総理大臣     | 1916年（大正5年）4月1日    | 士族（関宿）            |
| 日置益       | 外交官、特命全権大使                   | 1916年（大正5年）4月1日    |                         |
| 松井慶四郎   | 男爵、外務大臣                         | 1916年（大正5年）4月1日    |                         |
| 八代六郎     | 男爵、海軍大将、海軍大臣               | 1916年（大正5年）4月1日    |                         |
| 石井菊次郎   | 子爵、外務大臣                         | 1916年（大正5年）7月14日   |                         |
| 一木喜徳郎   | 男爵、枢密院議長                       | 1916年（大正5年）7月14日   |                         |
| 大島健一     | 陸軍中将、陸軍大臣                     | 1916年（大正5年）7月14日   |                         |
| 尾崎行雄     | 司法大臣                               | 1916年（大正5年）7月14日   |                         |
| 加藤友三郎   | 子爵、元帥海軍大将、第21代内閣総理大臣 | 1916年（大正5年）7月14日   | 士族（広島）            |
| 河野広中     | 農商務大臣                             | 1916年（大正5年）7月14日   |                         |
| 武富時敏     | 大蔵大臣                               | 1916年（大正5年）7月14日   |                         |
| 若槻禮次郎   | 男爵、第25・28代内閣総理大臣           | 1916年（大正5年）7月14日   | 士族（松江）            |
| 浜尾新       | 子爵、枢密院議長                       | 1916年（大正5年）11月13日  | 士族（豊岡）            |
| 真木長義     | 男爵、海軍中将、海軍機関学校長         | 1917年（大正6年）3月3日    |                         |
| 菊池大麓     | 男爵、文部大臣                         | 1917年（大正6年）8月20日   |                         |
| 伊集院彦吉   | 男爵、外務大臣                         | 1917年（大正6年）8月25日   |                         |
| 尾崎三良     | 男爵、内閣法制局長官                   | 1918年（大正7年）10月13日  |                         |
| 本郷房太郎   | 陸軍大将、青島守備軍司令官             | 1918年（大正7年）10月28日  |                         |
| 秋山好古     | 陸軍大将、教育総監                     | 1918年（大正7年）11月29日  | 士族（松山）            |
| 一戸兵衛     | 陸軍大将、教育総監                     | 1918年（大正7年）11月29日  |                         |
| 大迫尚道     | 陸軍大将、第4師団長                    | 1918年（大正7年）11月29日  |                         |
| 有地品之允   | 男爵、海軍中将、呉鎮守府司令長官       | 1919年（大正8年）1月17日   |                         |
| 仁田原重行   | 陸軍大将、東京衛戍総督                 | 1919年（大正8年）1月28日   |                         |
| 井口省吾     | 陸軍大将、朝鮮駐剳軍司令官             | 1919年（大正8年）2月27日   |                         |
| 三島弥太郎   | 子爵、日本銀行総裁                     | 1919年（大正8年）3月7日    |                         |
| 山田隆一     | 陸軍中将                               | 1919年（大正8年）3月8日    |                         |
| 三島毅       | 東京帝国大学教授                       | 1919年（大正8年）5月12日   |                         |
| 渡辺国武     | 子爵、大蔵大臣                         | 1919年（大正8年）5月12日   |                         |
| 久保田譲     | 男爵、文部大臣                         | 1919年（大正8年）5月24日   | 士族（豊岡）            |
| 小松原英太郎 | 文部大臣                               | 1919年（大正8年）5月24日   | 士族（岡山）            |
| 松川敏胤     | 陸軍大将、朝鮮駐剳軍司令官             | 1919年（大正8年）6月28日   |                         |
| 緒方正規     | 東京帝国大学教授                       | 1919年（大正8年）7月31日   |                         |
| 平沼騏一郎   | 男爵、第35代内閣総理大臣               | 1919年（大正8年）9月29日   | 士族（津山）            |
| 松室致       | 司法大臣                               | 1919年（大正8年）9月29日   |                         |
| 仙波太郎     | 陸軍中将                               | 1919年（大正8年）12月25日  |                         |
| 中村愛三     | 陸軍中将                               | 1919年（大正8年）12月25日  |                         |
| 財部彪       | 海軍大将、海軍大臣                     | 1920年（大正9年）1月30日   |                         |
| 大角岑生     | 男爵、海軍大将、海軍大臣               | 1920年（大正9年）2月7日    |                         |
| 高木兼寛     | 男爵、海軍軍医総監                     | 1920年（大正9年）4月13日   | 士族（薩摩） 没後追贈   |
| 安達峰一郎   | 常設国際司法裁判所所長                 | 1920年（大正9年）5月26日   |                         |
| 犬養毅       | 第29代内閣総理大臣                     | 1920年（大正9年）9月7日    | 士族（岡山）            |
| 落合謙太郎   | 外交官、特命全権大使                   | 1920年（大正9年）9月7日    |                         |
| 幣原喜重郎   | 男爵、第44代内閣総理大臣               | 1920年（大正9年）9月7日    |                         |
| 高橋是清     | 第20代内閣総理大臣                     | 1920年（大正9年）9月7日    | 士族（仙台）            |
| 竹下勇       | 海軍大将、連合艦隊司令長官             | 1920年（大正9年）9月7日    |                         |
| 田中義一     | 男爵、海軍大将、第26代内閣総理大臣     | 1920年（大正9年）9月7日    | 士族（長州）            |
| 床次竹二郎   | 内務大臣                               | 1920年（大正9年）9月7日    |                         |
| 中橋徳五郎   | 文部大臣                               | 1920年（大正9年）9月7日    |                         |
| 奈良武次     | 男爵、陸軍大将、侍従武官長             | 1920年（大正9年）9月7日    |                         |
| 野田卯太郎   | 逓信大臣                               | 1920年（大正9年）9月7日    |                         |
| 山本達雄     | 男爵、大蔵大臣                         | 1920年（大正9年）9月7日    |                         |
| 有馬良橘     | 海軍大将、枢密顧問官                   | 1920年（大正9年）11月1日   |                         |
| 井出謙治     | 海軍大将                               | 1920年（大正9年）11月1日   |                         |
| 伊藤乙次郎   | 海軍中将                               | 1920年（大正9年）11月1日   |                         |
| 稲垣三郎     | 陸軍中将                               | 1920年（大正9年）11月1日   |                         |
| 内田嘉吉     | 台湾総督                               | 1920年（大正9年）11月1日   |                         |
| 内田重成     | 貴族院議員                             | 1920年（大正9年）11月1日   |                         |
| 宇都宮太郎   | 陸軍大将、朝鮮軍司令官                 | 1920年（大正9年）11月1日   |                         |
| 大井成元     | 男爵、陸軍大将、内閣参議               | 1920年（大正9年）11月1日   |                         |
| 大庭二郎     | 陸軍大将、教育総監                     | 1920年（大正9年）11月1日   |                         |
| 岡田啓介     | 海軍大将、第31代内閣総理大臣           | 1920年（大正9年）11月1日   | 士族（福井）            |
| 岡田良平     | 文部大臣                               | 1920年（大正9年）11月1日   |                         |
| 勝田主計     | 大蔵大臣                               | 1920年（大正9年）11月1日   |                         |
| 栗田直八郎   | 陸軍中将                               | 1920年（大正9年）11月1日   |                         |
| 小栗孝三郎   | 海軍大将                               | 1920年（大正9年）11月1日   |                         |
| 菊池慎之助   | 陸軍大将                               | 1920年（大正9年）11月1日   |                         |
| 児島惣次郎   | 陸軍中将                               | 1920年（大正9年）11月1日   |                         |
| 近藤基樹     | 男爵海軍                               | 1920年（大正9年）11月1日   |                         |
| 志岐守治     | 陸軍中将                               | 1920年（大正9年）11月1日   |                         |
| 島川文八郎   | 陸軍大将                               | 1920年（大正9年）11月1日   |                         |
| 志水小一郎   | 陸軍理事、貴族院勅選議員               | 1920年（大正9年）11月1日   |                         |
| 白水淡       | 陸軍中将                               | 1920年（大正9年）11月1日   |                         |
| 菅野尚一     | 陸軍大将                               | 1920年（大正9年）11月1日   |                         |
| 鈴木荘六     | 陸軍大将                               | 1920年（大正9年）11月1日   |                         |
| 高山公通     | 陸軍中将                               | 1920年（大正9年）11月1日   |                         |
| 武内徹       | 陸軍中将                               | 1920年（大正9年）11月1日   |                         |
| 立花小一郎   | 男爵、陸軍大将                         | 1920年（大正9年）11月1日   |                         |
| 田所広海     | 海軍中将                               | 1920年（大正9年）11月1日   |                         |
| 田中弘太郎   | 陸軍大将                               | 1920年（大正9年）11月1日   |                         |
| 田中政明     | 陸軍主計総監                           | 1920年（大正9年）11月1日   |                         |
| 種子田右八郎 | 海軍造兵中将                           | 1920年（大正9年）11月1日   |                         |
| 千坂智次郎   | 海軍中将                               | 1920年（大正9年）11月1日   |                         |
| 筑紫熊七     | 陸軍中将                               | 1920年（大正9年）11月1日   |                         |
| 鶴田禎次郎   | 陸軍軍医総監                           | 1920年（大正9年）11月1日   |                         |
| 田健治郎     | 男爵、台湾総督                         | 1920年（大正9年）11月1日   |                         |
| 中島正武     | 陸軍中将                               | 1920年（大正9年）11月1日   |                         |
| 中島与曽八   | 海軍機関中将                           | 1920年（大正9年）11月1日   |                         |
| 中野直枝     | 海軍中将                               | 1920年（大正9年）11月1日   |                         |
| 名和又八郎   | 海軍大将                               | 1920年（大正9年）11月1日   |                         |
| 西川虎次郎   | 陸軍中将                               | 1920年（大正9年）11月1日   |                         |
| 福田雅太郎   | 陸軍大将                               | 1920年（大正9年）11月1日   |                         |
| 藤井幸槌     | 陸軍中将                               | 1920年（大正9年）11月1日   |                         |
| 星野庄三郎   | 陸軍中将                               | 1920年（大正9年）11月1日   |                         |
| 本多忠夫     | 海軍軍医中将                           | 1920年（大正9年）11月1日   |                         |
| 宮田太郎     | 陸軍中将                               | 1920年（大正9年）11月1日   |                         |
| 武藤信義     | 男爵、元帥陸軍大将                     | 1920年（大正9年）11月1日   |                         |
| 村岡恒利     | 陸軍中将                               | 1920年（大正9年）11月1日   |                         |
| 森山慶三郎   | 海軍中将                               | 1920年（大正9年）11月1日   |                         |
| 山路一善     | 海軍中将                               | 1920年（大正9年）11月1日   |                         |
| 山梨半造     | 陸軍大将、陸軍大臣                     | 1920年（大正9年）11月1日   |                         |
| 由比光衛     | 陸軍大将                               | 1920年（大正9年）11月1日   |                         |
| 渡辺満太郎   | 陸軍中将                               | 1920年（大正9年）11月1日   |                         |
| 高島友武     | 子爵、陸軍中将                         | 1920年（大正9年）12月25日  |                         |
| 水野錬太郎   | 内務大臣                               | 1920年（大正9年）12月25日  |                         |
| 斎藤季治郎   | 陸軍中将                               | 1921年（大正10年）2月26日  |                         |
| 中隈敬蔵     | 会計検査院長                           | 1921年（大正10年）4月1日   |                         |
| 横田国臣     | 男爵、大審院長                         | 1921年（大正10年）6月13日  |                         |
| 国分象太郎   | 朝鮮総督府                             | 1921年（大正10年）9月7日   |                         |
| 黒田長成     | 侯爵、枢密顧問官                       | 1922年（大正11年）10月7日  |                         |
| 白川義則     | 男爵、陸軍大将、陸軍大臣               | 1922年（大正11年）11月1日  | 士族（松山）            |
| 加藤恒忠     | 貴族院議員                             | 1923年（大正12年）3月27日  |                         |
| 正親町実正   | 伯爵、侍従長                           | 1923年（大正12年）6月25日  |                         |
| 仲小路廉     | 農商務大臣                             | 1924年（大正13年）1月18日  |                         |
| 埴原正直     | 外務次官                               | 1924年（大正13年）5月31日  |                         |
| 青木宣純     | 陸軍中将                               | 1924年（大正13年）12月12日 |                         |
| 河合操       | 陸軍大将                               | 1924年（大正13年）12月25日 |                         |
| 久我通久     | 侯爵、宗秩寮総裁                       | 1925年（大正14年）1月12日  |                         |
| 横田千之助   | 司法大臣                               | 1925年（大正14年）2月4日   |                         |
| 山脇玄       | 行政裁判所長官                         | 1925年（大正14年）10月7日  |                         |
| 道家斉       | 貴族院議員                             | 1925年（大正14年）10月30日 |                         |
| 下岡忠治     | 内務次官                               | 1925年（大正14年）11月22日 |                         |
| 岡部長職     | 子爵、旧岸和田藩主、司法大臣           | 1925年（大正14年）12月27日 | 士族（岸和田） 没後追贈 |
| 芳沢謙吉     | 外務大臣                               | 1926年（大正15年）2月10日  |                         |
| 平山成信     | 男爵、枢密顧問官                       | 1926年（大正15年）2月25日  |                         |
| 佐藤昌介     | 男爵、北海道帝国大学総長               | 1926年（大正15年）5月10日  |                         |
| 富井政章     | 男爵、枢密顧問官                       | 1926年（大正15年）6月23日  |                         |
| 平井晴二郎   | 帝国鉄道庁総裁                         | 1926年（大正15年）6月29日  |                         |
| 目賀田種太郎 | 男爵、枢密顧問官                       | 1926年（大正15年）9月10日  |                         |
| 倉富勇三郎   | 男爵、枢密院議長                       | 1926年（大正15年）10月9日  |                         |

#### 昭和時代（戦前・戦中）
大日本帝国憲法下
| 受章者名                             | 主な官職・役職                                       | 受章日                     | 備考                                    |
| ------------------------------------ | ---------------------------------------------------- | -------------------------- | --------------------------------------- |
| 宇垣一成                             | 陸軍大将、陸軍大臣                                   | 1927年（昭和2年）4月19日   |                                         |
| 江木翼                               | 司法大臣                                             | 1927年（昭和2年）4月19日   |                                         |
| 濱口雄幸                             | 第27代内閣総理大臣                                   | 1927年（昭和2年）4月19日   |                                         |
| 有松英義                             | 法制局長官                                           | 1927年（昭和2年）10月24日  |                                         |
| 児玉秀雄                             | 伯爵、内務大臣                                       | 1927年（昭和2年）12月17日  |                                         |
| 野村素介                             | 男爵、元老院議官                                     | 1927年（昭和2年）12月23日  |                                         |
| 荒井賢太郎                           | 枢密院副議長                                         | 1928年（昭和3年）1月20日   |                                         |
| 大倉喜八郎                           | 男爵、大倉財閥総帥                                   | 1928年（昭和3年）1月20日   |                                         |
| 鈴木喜三郎                           | 内務大臣                                             | 1928年（昭和3年）1月20日   |                                         |
| 大岡育造                             | 文部大臣                                             | 1928年（昭和3年）1月27日   |                                         |
| 石原健三                             | 枢密顧問官                                           | 1928年（昭和3年）4月21日   |                                         |
| 山川健次郎                           | 男爵、東京帝国大学総長                               | 1928年（昭和3年）4月21日   |                                         |
| 伊藤博邦                             | 公爵、式部長官                                       | 1928年（昭和3年）12月28日  |                                         |
| 関屋貞三郎                           | 宮内次官                                             | 1928年（昭和3年）12月28日  |                                         |
| 古市公威                             | 男爵、枢密顧問官                                     | 1928年（昭和3年）12月28日  |                                         |
| 桜井錠二                             | 男爵、枢密顧問官                                     | 1929年（昭和4年）2月28日   |                                         |
| 上山満之進                           | 台湾総督                                             | 1929年（昭和4年）3月4日    |                                         |
| 窪田静太郎                           | 行政裁判所長官                                       | 1929年（昭和4年）8月1日    |                                         |
| 福田彦助                             | 陸軍中将                                             | 1929年（昭和4年）9月5日    |                                         |
| 加藤寛治                             | 海軍大将                                             | 1929年（昭和4年）12月28日  |                                         |
| 水町袈裟六                           | 会計検査院長                                         | 1930年（昭和5年）4月22日   |                                         |
| 豊島直通                             | 大審院部長                                           | 1930年（昭和5年）10月14日  |                                         |
| 安保清種                             | 海軍大将、海軍大臣                                   | 1931年（昭和6年）4月11日   |                                         |
| 松平恒雄                             | 宮内大臣                                             | 1931年（昭和6年）4月11日   |                                         |
| 田付七太                             | 駐ブラジル大使                                       | 1931年（昭和6年）5月31日   |                                         |
| 北里柴三郎                           | 旧男爵、日本医師会会長                               | 1931年（昭和6年）6月13日   | 没後追贈                                |
| 小幡酉吉                             | 駐ドイツ大使                                         | 1931年（昭和6年）6月15日   |                                         |
| 仙石貢                               | 鉄道大臣                                             | 1931年（昭和6年）10月30日  |                                         |
| 福原鐐二郎                           | 学習院長                                             | 1931年（昭和6年）10月31日  |                                         |
| 山川端夫                             | 法制局長官                                           | 1931年（昭和6年）10月31日  |                                         |
| 花井卓蔵                             | 衆議院副議長                                         | 1931年（昭和6年）12月3日   |                                         |
| 伊沢多喜男                           | 台湾総督                                             | 1931年（昭和6年）12月12日  |                                         |
| 入江為守                             | 子爵、東宮侍従長                                     | 1932年（昭和7年）2月8日    |                                         |
| 小松謙次郎                           | 鉄道大臣                                             | 1932年（昭和7年）10月15日  |                                         |
| 谷口尚真                             | 海軍大将                                             | 1932年（昭和7年）10月15日  |                                         |
| 山之内一次                           | 鉄道大臣                                             | 1932年（昭和7年）12月21日  |                                         |
| 九条道実                             | 公爵、掌典長                                         | 1933年（昭和8年）1月18日   |                                         |
| 宇佐美勝夫                           | 賞勲局総裁                                           | 1933年（昭和8年）1月27日   |                                         |
| 井上幾太郎                           | 陸軍大将                                             | 1933年（昭和8年）3月23日   |                                         |
| 吉田伊三郎                           | 駐トルコ大使                                         | 1933年（昭和8年）4月23日   |                                         |
| 金谷範三                             | 陸軍大将                                             | 1933年（昭和8年）6月6日    |                                         |
| 鈴木孝雄                             | 陸軍大将                                             | 1933年（昭和8年）7月21日   |                                         |
| グリエルモ・マルコーニ               | イタリア上院議員、侯爵。マルコーニ無線電信会社社長。 | 1933年（昭和8年）11月17日  | 日本の無線界の発展に貢献                |
| 三上参次                             | 東京帝国大学教授                                     | 1934年（昭和9年）1月4日    |                                         |
| 鎌田栄吉                             | 文部大臣                                             | 1934年（昭和9年）2月6日    |                                         |
| 大角岑生                             | 男爵、海軍大将                                       | 1934年（昭和9年）2月7日    |                                         |
| 野村吉三郎                           | 海軍大将、駐アメリカ大使                             | 1934年（昭和9年）2月7日    |                                         |
| 菱刈隆                               | 陸軍大将                                             | 1934年（昭和9年）2月7日    |                                         |
| 南次郎                               | 陸軍大将、陸軍大臣                                   | 1934年（昭和9年）2月7日    | A級戦犯として終身刑（主権回復後に保釈） |
| 渡辺錠太郎                           | 陸軍大将、教育総監                                   | 1934年（昭和9年）2月7日    | 二・二六事件で暗殺                      |
| 多門二郎                             | 陸軍中将                                             | 1934年（昭和9年）2月16日   |                                         |
| 湯浅倉平                             | 内大臣                                               | 1934年（昭和9年）3月9日    |                                         |
| 安達謙蔵                             | 内務大臣                                             | 1934年（昭和9年）4月29日   | 士族（熊本）                            |
| 厚東篤太郎                           | 陸軍中将                                             | 1934年（昭和9年）4月29日   |                                         |
| 阿部信行                             | 陸軍大将、第36代内閣総理大臣                         | 1934年（昭和9年）4月29日   | 士族（金沢）                            |
| 荒木貞夫                             | 男爵、陸軍大将、陸軍大臣                             | 1934年（昭和9年）4月29日   | 士族（徳川）                            |
| 安藤利吉                             | 陸軍大将、台湾総督                                   | 1934年（昭和9年）4月29日   |                                         |
| 伊藤賢三                             | 陸軍軍医総監                                         | 1934年（昭和9年）4月29日   |                                         |
| 井上忠也                             | 陸軍中将                                             | 1934年（昭和9年）4月29日   |                                         |
| 植田謙吉                             | 陸軍大将                                             | 1934年（昭和9年）4月29日   |                                         |
| 植村東彦                             | 陸軍中将                                             | 1934年（昭和9年）4月29日   |                                         |
| 大村卓一                             | 満鉄総裁                                             | 1934年（昭和9年）4月29日   |                                         |
| 緒方勝一                             | 陸軍大将                                             | 1934年（昭和9年）4月29日   |                                         |
| 小野寺長治郎                         | 陸軍主計総監                                         | 1934年（昭和9年）4月29日   |                                         |
| 香椎浩平                             | 陸軍中将                                             | 1934年（昭和9年）4月29日   |                                         |
| 加藤亮一                             | 海軍主計中将                                         | 1934年（昭和9年）4月29日   |                                         |
| 蒲穆                                 | 陸軍中将                                             | 1934年（昭和9年）4月29日   |                                         |
| 川崎卓吉                             | 商工大臣                                             | 1934年（昭和9年）4月29日   |                                         |
| 川島義之                             | 陸軍大将、陸軍大臣                                   | 1934年（昭和9年）4月29日   |                                         |
| 川村竹治                             | 台湾総督、司法大臣                                   | 1934年（昭和9年）4月29日   |                                         |
| 岸本綾夫                             | 陸軍大将                                             | 1934年（昭和9年）4月29日   |                                         |
| 黒田琢磨                             | 海軍中将                                             | 1934年（昭和9年）4月29日   |                                         |
| 黒田英雄                             | 大蔵次官                                             | 1934年（昭和9年）4月29日   |                                         |
| 小磯國昭                             | 陸軍大将、朝鮮総督、第41代内閣総理大臣               | 1934年（昭和9年）4月29日   | 士族（山形）                            |
| 合田平                               | 陸軍軍医総監                                         | 1934年（昭和9年）4月29日   |                                         |
| 小林躋造                             | 海軍大将、台湾総督                                   | 1934年（昭和9年）4月29日   |                                         |
| 小山松吉                             | 司法大臣                                             | 1934年（昭和9年）4月29日   |                                         |
| 坂本政右衛門                         | 陸軍中将                                             | 1934年（昭和9年）4月29日   |                                         |
| 左近司政三                           | 海軍中将                                             | 1934年（昭和9年）4月29日   |                                         |
| 佐藤尚武                             | 外務大臣                                             | 1934年（昭和9年）4月29日   |                                         |
| 佐野会輔                             | 陸軍主計総監                                         | 1934年（昭和9年）4月29日   |                                         |
| 末次信正                             | 海軍大将、内務大臣                                   | 1934年（昭和9年）4月29日   |                                         |
| 杉政人                               | 海軍中将                                             | 1934年（昭和9年）4月29日   |                                         |
| 杉山元                               | 元帥陸軍大将、陸軍大臣、参謀総長                     | 1934年（昭和9年）4月29日   |                                         |
| 鈴木美通                             | 陸軍中将                                             | 1934年（昭和9年）4月29日   |                                         |
| 高橋三吉                             | 海軍大将                                             | 1934年（昭和9年）4月29日   |                                         |
| 建川美次                             | 陸軍中将                                             | 1934年（昭和9年）4月29日   |                                         |
| 田中隆三                             | 文部大臣                                             | 1934年（昭和9年）4月29日   |                                         |
| 塚本清治                             | 内閣書記官長                                         | 1934年（昭和9年）4月29日   |                                         |
| 出淵勝次                             | 駐アメリカ大使                                       | 1934年（昭和9年）4月29日   |                                         |
| 永井松三                             | 駐ドイツ大使                                         | 1934年（昭和9年）4月29日   |                                         |
| 長岡春一                             | 駐ドイツ大使                                         | 1934年（昭和9年）4月29日   |                                         |
| 永野修身                             | 元帥海軍大将、軍令部総長                             | 1934年（昭和9年）4月29日   | 士族（土佐）、A級戦犯として裁判中病死   |
| 中村孝太郎                           | 陸軍大将、陸軍大臣                                   | 1934年（昭和9年）4月29日   |                                         |
| 中村良三                             | 海軍大将                                             | 1934年（昭和9年）4月29日   |                                         |
| 西尾寿造                             | 陸軍大将                                             | 1934年（昭和9年）4月29日   |                                         |
| 西義一                               | 陸軍大将                                             | 1934年（昭和9年）4月29日   |                                         |
| 二宮治重                             | 陸軍中将、文部大臣                                   | 1934年（昭和9年）4月29日   |                                         |
| 橋本虎之助                           | 陸軍中将                                             | 1934年（昭和9年）4月29日   |                                         |
| 畑俊六                               | 元帥陸軍大将、陸軍大臣                               | 1934年（昭和9年）4月29日   | 士族（会津）                            |
| 秦真次                               | 陸軍中将                                             | 1934年（昭和9年）4月29日   |                                         |
| 鳩山一郎                             | 第52・53・54代内閣総理大臣                           | 1934年（昭和9年）4月29日   | 士族（勝山）                            |
| 林桂                                 | 陸軍中将                                             | 1934年（昭和9年）4月29日   |                                         |
| 林銑十郎                             | 陸軍大将、第33代内閣総理大臣                         | 1934年（昭和9年）4月29日   | 士族（加賀）                            |
| 林仙之                               | 陸軍大将                                             | 1934年（昭和9年）4月29日   |                                         |
| 広田弘毅                             | 第32代内閣総理大臣                                   | 1934年（昭和9年）4月29日   | A級戦犯として法務死                     |
| 藤田尚徳                             | 海軍大将、侍従長                                     | 1934年（昭和9年）4月29日   |                                         |
| 二上兵治                             | 枢密顧問官                                           | 1934年（昭和9年）4月29日   |                                         |
| 古荘幹郎                             | 陸軍大将                                             | 1934年（昭和9年）4月29日   |                                         |
| 本庄繁                               | 男爵、陸軍大将                                       | 1934年（昭和9年）4月29日   |                                         |
| 真崎甚三郎                           | 陸軍大将                                             | 1934年（昭和9年）4月29日   |                                         |
| 町田忠治                             | 大蔵大臣                                             | 1934年（昭和9年）4月29日   |                                         |
| 松井石根                             | 陸軍大将                                             | 1934年（昭和9年）4月29日   | 士族（尾張）、法務死                    |
| 松浦松見                             | 海軍中将                                             | 1934年（昭和9年）4月29日   |                                         |
| 松木直亮                             | 陸軍大将                                             | 1934年（昭和9年）4月29日   |                                         |
| 松山茂                               | 海軍中将                                             | 1934年（昭和9年）4月29日   |                                         |
| 三木善太郎                           | 陸軍中将                                             | 1934年（昭和9年）4月29日   |                                         |
| 水野錬太郎                           | 内務大臣                                             | 1934年（昭和9年）4月29日   |                                         |
| 三土忠造                             | 大蔵大臣                                             | 1934年（昭和9年）4月29日   |                                         |
| 南弘                                 | 逓信大臣、台湾総督                                   | 1934年（昭和9年）4月29日   |                                         |
| 三宅光治                             | 陸軍中将                                             | 1934年（昭和9年）4月29日   |                                         |
| 室兼次                               | 陸軍中将                                             | 1934年（昭和9年）4月29日   |                                         |
| 森寿                                 | 陸軍中将                                             | 1934年（昭和9年）4月29日   |                                         |
| 森連                                 | 陸軍中将                                             | 1934年（昭和9年）4月29日   |                                         |
| 柳川平助                             | 陸軍中将                                             | 1934年（昭和9年）4月29日   |                                         |
| 山梨勝之進                           | 海軍大将                                             | 1934年（昭和9年）4月29日   |                                         |
| 山本英輔                             | 海軍大将                                             | 1934年（昭和9年）4月29日   |                                         |
| 山本鶴一                             | 陸軍中将                                             | 1934年（昭和9年）4月29日   |                                         |
| 吉田豊彦                             | 陸軍大将                                             | 1934年（昭和9年）4月29日   |                                         |
| 米内光政                             | 海軍大将、第37代内閣総理大臣                         | 1934年（昭和9年）4月29日   | 士族（盛岡）                            |
| 有吉明                               | 駐中華民国大使                                       | 1934年（昭和9年）7月4日    |                                         |
| 河野秀男                             | 会計検査院長                                         | 1934年（昭和9年）12月31日  |                                         |
| 下条康麿                             | 文部大臣                                             | 1934年（昭和9年）12月31日  |                                         |
| 元田肇                               | 衆議院議長                                           | 1935年（昭和10年）5月11日  |                                         |
| 田内三吉                             | 陸軍少将、侍従、東宮侍従、宮中顧問官                 | 1935年（昭和10年）12月2日  |                                         |
| 岩越恒一                             | 陸軍中将                                             | 1936年（昭和11年）7月10日  |                                         |
| 川岸文三郎                           | 陸軍中将                                             | 1936年（昭和11年）7月10日  |                                         |
| 児玉友雄                             | 陸軍中将                                             | 1936年（昭和11年）7月10日  |                                         |
| 佐藤三郎                             | 陸軍中将                                             | 1936年（昭和11年）7月10日  |                                         |
| 清水喜重                             | 陸軍中将                                             | 1936年（昭和11年）7月10日  |                                         |
| 杉原美代太郎                         | 陸軍中将                                             | 1936年（昭和11年）7月10日  |                                         |
| 津田静枝                             | 海軍中将                                             | 1936年（昭和11年）7月10日  |                                         |
| 百武源吾                             | 海軍大将                                             | 1936年（昭和11年）7月10日  |                                         |
| 三毛一夫                             | 陸軍中将                                             | 1936年（昭和11年）7月10日  |                                         |
| 若山善太郎                           | 陸軍中将                                             | 1936年（昭和11年）7月10日  |                                         |
| 荒木寅三郎                           | 学習院長                                             | 1937年（昭和12年）2月1日   |                                         |
| 板垣征四郎                           | 陸軍大将、陸軍大臣                                   | 1937年（昭和12年）7月7日   | 士族（盛岡） A級戦犯として法務死        |
| 尾高亀蔵                             | 陸軍中将                                             | 1937年（昭和12年）7月7日   |                                         |
| 園部和一郎                           | 陸軍中将                                             | 1937年（昭和12年）7月7日   |                                         |
| コンスタンティン・フォン・ノイラート | 外務大臣                                             | 1937年（昭和12年）11月8日  |                                         |
| ヴェルナー・フォン・ブロンベルク     | 国防大臣                                             | 1937年（昭和12年）11月8日  |                                         |
| ヘルマン・ゲーリング                 | 空軍総司令官、航空大臣                               | 1937年（昭和12年）11月8日  |                                         |
| ヴェルナー・フォン・フリッチュ       | 陸軍総司令官                                         | 1937年（昭和12年）11月8日  |                                         |
| エーリヒ・レーダー                   | 海軍総司令官                                         | 1937年（昭和12年）11月8日  |                                         |
| ハインリヒ・ヒムラー                 | 親衛隊全国指導者                                     | 1937年（昭和12年）11月8日  |                                         |
| 馬場鍈一                             | 大蔵大臣                                             | 1937年（昭和12年）12月21日 |                                         |
| 今井清                               | 陸軍中将                                             | 1938年（昭和13年）1月22日  |                                         |
| 清水澄                               | 枢密院副議長                                         | 1938年（昭和13年）3月9日   |                                         |
| 嘉納治五郎                           | 東京高等師範学校長                                   | 1938年（昭和13年）5月4日   | 没後追贈                                |
| 寺内寿一                             | 元帥陸軍大将、陸軍大臣                               | 1938年（昭和13年）8月13日  |                                         |
| 長谷川清                             | 海軍大将、台湾総督                                   | 1938年（昭和13年）8月13日  |                                         |
| 原嘉道                               | 男爵、枢密院議長                                     | 1938年（昭和13年）9月14日  |                                         |
| 有田八郎                             | 外務大臣                                             | 1938年（昭和13年）11月2日  |                                         |
| 武者小路公共                         | 子爵、駐ドイツ大使                                   | 1938年（昭和13年）11月2日  |                                         |
| 渡久雄                               | 陸軍中将                                             | 1939年（昭和14年）1月2日   |                                         |
| 上田宗重                             | 海軍中将                                             | 1939年（昭和14年）1月26日  |                                         |
| 宇佐美興屋                           | 陸軍大将、侍従武官長                                 | 1939年（昭和14年）3月23日  |                                         |
| 及川古志郎                           | 海軍大将、海軍大臣                                   | 1939年（昭和14年）4月13日  |                                         |
| 近衛文麿                             | 公爵、第34・38・39代内閣総理大臣                     | 1939年（昭和14年）5月19日  | 公家                                    |
| 梅津美治郎                           | 陸軍大将、参謀総長                                   | 1939年（昭和14年）7月11日  | A級戦犯として獄中死                     |
| 沼田徳重                             | 陸軍中将                                             | 1939年（昭和14年）8月12日  |                                         |
| 小橋一太                             | 文部大臣                                             | 1939年（昭和14年）10月2日  |                                         |
| 安藤利吉                             | 陸軍大将、台湾総督                                   | 1939年（昭和14年）10月26日 |                                         |
| 岡村寧次                             | 陸軍大将                                             | 1940年（昭和15年）2月16日  |                                         |
| 松浦鎮次郎                           | 文部大臣                                             | 1940年（昭和15年）2月16日  |                                         |
| 藤沢幾之輔                           | 衆議院議長                                           | 1940年（昭和15年）4月3日   |                                         |
| 多田駿                               | 陸軍大将                                             | 1940年（昭和15年）4月18日  |                                         |
| 土肥原賢二                           | 陸軍大将、教育総監                                   | 1940年（昭和15年）4月18日  | A級戦犯として法務死                     |
| 秋山義兌                             | 陸軍中将                                             | 1940年（昭和15年）4月29日  |                                         |
| 阿南惟幾                             | 陸軍大将、陸軍大臣                                   | 1940年（昭和15年）4月29日  |                                         |
| 甘粕重太郎                           | 陸軍中将                                             | 1940年（昭和15年）4月29日  |                                         |
| 天谷直次郎                           | 陸軍中将                                             | 1940年（昭和15年）4月29日  |                                         |
| 安藤紀三郎                           | 陸軍中将、内務大臣                                   | 1940年（昭和15年）4月29日  |                                         |
| 安藤三郎                             | 陸軍中将                                             | 1940年（昭和15年）4月29日  |                                         |
| 荒木彦弼                             | 海軍主計中将                                         | 1940年（昭和15年）4月29日  |                                         |
| 有地十五郎                           | 海軍中将                                             | 1940年（昭和15年）4月29日  |                                         |
| 飯田貞固                             | 陸軍中将                                             | 1940年（昭和15年）4月29日  |                                         |
| 飯沼守                               | 陸軍中将                                             | 1940年（昭和15年）4月29日  |                                         |
| 飯村穣                               | 陸軍中将                                             | 1940年（昭和15年）4月29日  |                                         |
| 石川半三郎                           | 陸軍主計中将                                         | 1940年（昭和15年）4月29日  |                                         |
| 井関隆昌                             | 陸軍中将                                             | 1940年（昭和15年）4月29日  |                                         |
| 磯谷廉介                             | 陸軍中将                                             | 1940年（昭和15年）4月29日  |                                         |
| 伊東政喜                             | 陸軍中将                                             | 1940年（昭和15年）4月29日  |                                         |
| 稲葉四郎                             | 陸軍中将                                             | 1940年（昭和15年）4月29日  |                                         |
| 井上成美                             | 海軍大将                                             | 1940年（昭和15年）4月29日  |                                         |
| 今村均                               | 陸軍大将                                             | 1940年（昭和15年）4月29日  |                                         |
| 岩村清一                             | 海軍中将                                             | 1940年（昭和15年）4月29日  |                                         |
| 岩松義雄                             | 陸軍中将                                             | 1940年（昭和15年）4月29日  |                                         |
| 上村清太郎                           | 陸軍中将                                             | 1940年（昭和15年）4月29日  |                                         |
| 牛島貞雄                             | 陸軍中将                                             | 1940年（昭和15年）4月29日  |                                         |
| 牛島実常                             | 陸軍中将                                             | 1940年（昭和15年）4月29日  |                                         |
| 後宮淳                               | 陸軍大将                                             | 1940年（昭和15年）4月29日  |                                         |
| 江橋英次郎                           | 陸軍中将                                             | 1940年（昭和15年）4月29日  |                                         |
| 大内球三郎                           | 陸軍主計中将                                         | 1940年（昭和15年）4月29日  |                                         |
| 大島浩                               | 陸軍中将、駐ドイツ大使                               | 1940年（昭和15年）4月29日  | A級戦犯として終身刑                     |
| 大野緑一郎                           | 内務省                                               | 1940年（昭和15年）4月29日  |                                         |
| 大山文雄                             | 陸軍法務中将                                         | 1940年（昭和15年）4月29日  |                                         |
| 小松原道太郎                         | 陸軍中将                                             | 1940年（昭和15年）4月29日  |                                         |
| 岡田武松                             | 中央気象台長                                         | 1940年（昭和15年）4月29日  |                                         |
| 岡部直三郎                           | 陸軍大将                                             | 1940年（昭和15年）4月29日  |                                         |
| 荻洲立兵                             | 陸軍中将                                             | 1940年（昭和15年）4月29日  |                                         |
| 笠井平十郎                           | 陸軍中将                                             | 1940年（昭和15年）4月29日  |                                         |
| 笠原幸雄                             | 陸軍中将                                             | 1940年（昭和15年）4月29日  |                                         |
| 片桐英吉                             | 海軍中将                                             | 1940年（昭和15年）4月29日  |                                         |
| 香月清司                             | 陸軍中将                                             | 1940年（昭和15年）4月29日  |                                         |
| 加藤隆義                             | 海軍大将                                             | 1940年（昭和15年）4月29日  |                                         |
| 河辺正三                             | 陸軍大将                                             | 1940年（昭和15年）4月29日  |                                         |
| 河村董                               | 陸軍中将                                             | 1940年（昭和15年）4月29日  |                                         |
| 河村恭輔                             | 陸軍中将                                             | 1940年（昭和15年）4月29日  |                                         |
| 儀峨徹二                             | 陸軍中将                                             | 1940年（昭和15年）4月29日  |                                         |
| 喜多誠一                             | 陸軍大将                                             | 1940年（昭和15年）4月29日  |                                         |
| 木下敏                               | 陸軍中将                                             | 1940年（昭和15年）4月29日  |                                         |
| 木村兵太郎                           | 陸軍大将                                             | 1940年（昭和15年）4月29日  | A級戦犯として法務死                     |
| 木本益雄                             | 陸軍中将                                             | 1940年（昭和15年）4月29日  |                                         |
| 草場辰巳                             | 陸軍中将                                             | 1940年（昭和15年）4月29日  |                                         |
| 国崎登                               | 陸軍中将                                             | 1940年（昭和15年）4月29日  |                                         |
| 久納誠一                             | 陸軍中将                                             | 1940年（昭和15年）4月29日  |                                         |
| 桑木崇明                             | 陸軍中将                                             | 1940年（昭和15年）4月29日  |                                         |
| 桑原重治                             | 海軍造船中将                                         | 1940年（昭和15年）4月29日  |                                         |
| 黒田重徳                             | 陸軍中将                                             | 1940年（昭和15年）4月29日  |                                         |
| 小泉親彦                             | 陸軍軍医中将                                         | 1940年（昭和15年）4月29日  |                                         |
| 古賀峯一                             | 贈元帥海軍大将、連合艦隊司令長官                     | 1940年（昭和15年）4月29日  |                                         |
| 小須田勝造                           | 陸軍中将                                             | 1940年（昭和15年）4月29日  |                                         |
| 小林宗之助                           | 海軍中将                                             | 1940年（昭和15年）4月29日  |                                         |
| 近藤信竹                             | 海軍大将                                             | 1940年（昭和15年）4月29日  |                                         |
| 斉藤博                               | 駐アメリカ大使                                       | 1940年（昭和15年）4月29日  |                                         |
| 斎藤弥平太                           | 陸軍中将                                             | 1940年（昭和15年）4月29日  |                                         |
| 酒井鎬次                             | 陸軍中将                                             | 1940年（昭和15年）4月29日  |                                         |
| 酒井隆                               | 陸軍中将                                             | 1940年（昭和15年）4月29日  |                                         |
| 佐々木到一                           | 陸軍中将                                             | 1940年（昭和15年）4月29日  |                                         |
| 佐藤市郎                             | 海軍中将                                             | 1940年（昭和15年）4月29日  |                                         |
| 沢田茂                               | 陸軍中将                                             | 1940年（昭和15年）4月29日  |                                         |
| 沢田節蔵                             | 外交                                                 | 1940年（昭和15年）4月29日  |                                         |
| 塩沢幸一                             | 海軍大将                                             | 1940年（昭和15年）4月29日  |                                         |
| 潮見茂樹                             | 海軍法務官・海軍省法務局長                           | 1940年（昭和15年）4月29日  |                                         |
| 重光葵                               | 外務大臣                                             | 1940年（昭和15年）4月29日  |                                         |
| 七田一郎                             | 陸軍中将                                             | 1940年（昭和15年）4月29日  |                                         |
| 篠塚義男                             | 陸軍中将                                             | 1940年（昭和15年）4月29日  |                                         |
| 篠原誠一郎                           | 陸軍中将                                             | 1940年（昭和15年）4月29日  |                                         |
| 嶋田繁太郎                           | 海軍大将                                             | 1940年（昭和15年）4月29日  |                                         |
| 下元熊弥                             | 陸軍中将                                             | 1940年（昭和15年）4月29日  |                                         |
| 末松茂治                             | 陸軍中将                                             | 1940年（昭和15年）4月29日  |                                         |
| 杉村陽太郎                           | 駐フランス大使                                       | 1940年（昭和15年）4月29日  |                                         |
| 鈴木重康                             | 陸軍中将                                             | 1940年（昭和15年）4月29日  |                                         |
| 住山徳太郎                           | 海軍中将                                             | 1940年（昭和15年）4月29日  |                                         |
| 関亀治                               | 陸軍中将                                             | 1940年（昭和15年）4月29日  |                                         |
| 高木義人                             | 陸軍中将                                             | 1940年（昭和15年）4月29日  |                                         |
| 高杉新一郎                           | 海軍軍医中将                                         | 1940年（昭和15年）4月29日  |                                         |
| 高須四郎                             | 海軍中将                                             | 1940年（昭和15年）4月29日  |                                         |
| 武井大助                             | 海軍主計中将                                         | 1940年（昭和15年）4月29日  |                                         |
| 田崎武八郎                           | 陸軍獣医中将                                         | 1940年（昭和15年）4月29日  |                                         |
| 田尻昌次                             | 陸軍中将                                             | 1940年（昭和15年）4月29日  |                                         |
| 多田礼吉                             | 陸軍中将                                             | 1940年（昭和15年）4月29日  |                                         |
| 田中静壱                             | 陸軍大将                                             | 1940年（昭和15年）4月29日  |                                         |
| 田中稔                               | 陸軍中将                                             | 1940年（昭和15年）4月29日  |                                         |
| 田辺盛武                             | 陸軍中将                                             | 1940年（昭和15年）4月29日  |                                         |
| 谷口元治郎                           | 陸軍中将                                             | 1940年（昭和15年）4月29日  |                                         |
| 谷寿夫                               | 陸軍中将                                             | 1940年（昭和15年）4月29日  |                                         |
| 谷村豊太郎                           | 海軍造兵中将                                         | 1940年（昭和15年）4月29日  |                                         |
| 谷本馬太郎                           | 海軍中将                                             | 1940年（昭和15年）4月29日  |                                         |
| 塚田攻                               | 陸軍大将                                             | 1940年（昭和15年）4月29日  |                                         |
| 常岡寛治                             | 陸軍中将                                             | 1940年（昭和15年）4月29日  |                                         |
| 寺師義信                             | 陸軍軍医中将                                         | 1940年（昭和15年）4月29日  |                                         |
| 東郷茂徳                             | 外務大臣                                             | 1940年（昭和15年）4月29日  |                                         |
| 東條英機                             | 陸軍大将、第40代内閣総理大臣、参謀総長               | 1940年（昭和15年）4月29日  | 士族（盛岡） A級戦犯として法務死        |
| 徳川好敏                             | 男爵、陸軍中将                                       | 1940年（昭和15年）4月29日  | 士族（徳川）                            |
| 土橋一次                             | 陸軍中将                                             | 1940年（昭和15年）4月29日  |                                         |
| 豊田副武                             | 海軍大将                                             | 1940年（昭和15年）4月29日  |                                         |
| 豊田貞次郎                           | 海軍大将、外務大臣                                   | 1940年（昭和15年）4月29日  |                                         |
| 中井良太郎                           | 陸軍中将                                             | 1940年（昭和15年）4月29日  |                                         |
| 中岡弥高                             | 陸軍中将                                             | 1940年（昭和15年）4月29日  |                                         |
| 中島今朝吾                           | 陸軍中将                                             | 1940年（昭和15年）4月29日  |                                         |
| 中島鉄蔵                             | 陸軍中将                                             | 1940年（昭和15年）4月29日  |                                         |
| 長瀬武平                             | 陸軍中将                                             | 1940年（昭和15年）4月29日  |                                         |
| 中村明人                             | 陸軍中将                                             | 1940年（昭和15年）4月29日  |                                         |
| 中村亀三郎                           | 海軍中将                                             | 1940年（昭和15年）4月29日  |                                         |
| 永持源次                             | 陸軍中将                                             | 1940年（昭和15年）4月29日  |                                         |
| 中山蕃                               | 陸軍中将                                             | 1940年（昭和15年）4月29日  |                                         |
| 野村直邦                             | 海軍大将、海軍大臣                                   | 1940年（昭和15年）4月29日  |                                         |
| 橋本群                               | 陸軍中将                                             | 1940年（昭和15年）4月29日  |                                         |
| 蓮沼蕃                               | 陸軍大将                                             | 1940年（昭和15年）4月29日  |                                         |
| 波田重一                             | 陸軍中将                                             | 1940年（昭和15年）4月29日  |                                         |
| 秦雅尚                               | 陸軍中将                                             | 1940年（昭和15年）4月29日  |                                         |
| 浜本喜三郎                           | 陸軍中将                                             | 1940年（昭和15年）4月29日  |                                         |
| 原田熊吉                             | 陸軍中将                                             | 1940年（昭和15年）4月29日  |                                         |
| 久村種樹                             | 陸軍中将                                             | 1940年（昭和15年）4月29日  |                                         |
| 日高鉱一                             | 海軍造兵中将                                         | 1940年（昭和15年）4月29日  |                                         |
| 日比野正治                           | 海軍中将                                             | 1940年（昭和15年）4月29日  |                                         |
| 百武三郎                             | 海軍大将、侍従長                                     | 1940年（昭和15年）4月29日  |                                         |
| 百武晴吉                             | 陸軍中将                                             | 1940年（昭和15年）4月29日  |                                         |
| 平生釟三郎                           | 枢密顧問官                                           | 1940年（昭和15年）4月29日  |                                         |
| 平田昇                               | 海軍中将                                             | 1940年（昭和15年）4月29日  |                                         |
| 広野太吉                             | 陸軍中将                                             | 1940年（昭和15年）4月29日  |                                         |
| 深沢友彦                             | 陸軍中将                                             | 1940年（昭和15年）4月29日  |                                         |
| 福間忠戩                             | 海軍造機中将                                         | 1940年（昭和15年）4月29日  |                                         |
| 藤井洋治                             | 陸軍中将                                             | 1940年（昭和15年）4月29日  |                                         |
| 藤江恵輔                             | 陸軍大将                                             | 1940年（昭和15年）4月29日  |                                         |
| 藤田進                               | 陸軍中将                                             | 1940年（昭和15年）4月29日  |                                         |
| 星埜守一                             | 海軍中将                                             | 1940年（昭和15年）4月29日  |                                         |
| 堀田正昭                             | 駐イタリア大使                                       | 1940年（昭和15年）4月29日  |                                         |
| 堀丈夫                               | 陸軍中将                                             | 1940年（昭和15年）4月29日  |                                         |
| 堀内謙介                             | 駐アメリカ大使                                       | 1940年（昭和15年）4月29日  |                                         |
| 本間雅晴                             | 陸軍中将                                             | 1940年（昭和15年）4月29日  | マニラ軍事裁判で銃殺刑                  |
| 舞伝男                               | 陸軍中将                                             | 1940年（昭和15年）4月29日  |                                         |
| 前田政一                             | 海軍中将                                             | 1940年（昭和15年）4月29日  |                                         |
| 牧野正迪                             | 陸軍中将                                             | 1940年（昭和15年）4月29日  |                                         |
| 町尻量基                             | 陸軍中将                                             | 1940年（昭和15年）4月29日  |                                         |
| 松井命                               | 陸軍中将                                             | 1940年（昭和15年）4月29日  |                                         |
| 松浦淳六郎                           | 陸軍中将                                             | 1940年（昭和15年）4月29日  |                                         |
| 松岡洋右                             | 外務大臣                                             | 1940年（昭和15年）4月29日  | A級戦犯として裁判中に病死               |
| 松田巻平                             | 陸軍中将                                             | 1940年（昭和15年）4月29日  |                                         |
| 三木良英                             | 陸軍軍医中将                                         | 1940年（昭和15年）4月29日  |                                         |
| 三宅俊雄                             | 陸軍中将                                             | 1940年（昭和15年）4月29日  |                                         |
| 武藤一彦                             | 陸軍中将                                             | 1940年（昭和15年）4月29日  |                                         |
| 村上恭一                             | 枢密院書記官長                                       | 1940年（昭和15年）4月29日  |                                         |
| 村上啓作                             | 陸軍中将                                             | 1940年（昭和15年）4月29日  |                                         |
| 村上春一                             | 海軍主計中将                                         | 1940年（昭和15年）4月29日  |                                         |
| 泉二新熊                             | 大審院長                                             | 1940年（昭和15年）4月29日  |                                         |
| 森田宣                               | 陸軍中将                                             | 1940年（昭和15年）4月29日  |                                         |
| 安岡正臣                             | 陸軍中将                                             | 1940年（昭和15年）4月29日  |                                         |
| 安田郷輔                             | 陸軍中将                                             | 1940年（昭和15年）4月29日  |                                         |
| 安田武雄                             | 陸軍中将                                             | 1940年（昭和15年）4月29日  |                                         |
| 柳下重治                             | 陸軍中将                                             | 1940年（昭和15年）4月29日  |                                         |
| 山岡重厚                             | 陸軍中将                                             | 1940年（昭和15年）4月29日  |                                         |
| 山口正熈                             | 陸軍中将                                             | 1940年（昭和15年）4月29日  |                                         |
| 山下奉文                             | 陸軍大将                                             | 1940年（昭和15年）4月29日  | マニラ軍事裁判で絞首刑                  |
| 山田乙三                             | 陸軍大将                                             | 1940年（昭和15年）4月29日  |                                         |
| 山室宗武                             | 陸軍中将                                             | 1940年（昭和15年）4月29日  |                                         |
| 山本五十六                           | 贈元帥海軍大将、連合艦隊司令長官                     | 1940年（昭和15年）4月29日  | 士族（長岡）                            |
| 山本昇                               | 陸軍主計中将                                         | 1940年（昭和15年）4月29日  |                                         |
| 山脇正隆                             | 陸軍大将                                             | 1940年（昭和15年）4月29日  |                                         |
| 吉住良輔                             | 陸軍中将                                             | 1940年（昭和15年）4月29日  |                                         |
| 吉田茂                               | 厚生大臣                                             | 1940年（昭和15年）4月29日  | 士族（福井）                            |
| 吉田善吾                             | 海軍大将、海軍大臣                                   | 1940年（昭和15年）4月29日  |                                         |
| 吉成宗雄                             | 海軍中将                                             | 1940年（昭和15年）4月29日  |                                         |
| 吉本貞一                             | 陸軍大将                                             | 1940年（昭和15年）4月29日  |                                         |
| 鷲津鈆平                             | 陸軍中将                                             | 1940年（昭和15年）4月29日  |                                         |
| 渡辺中                               | 陸軍獣医中将                                         | 1940年（昭和15年）4月29日  |                                         |
| 渡辺右文                             | 陸軍中将                                             | 1940年（昭和15年）4月29日  |                                         |
| 真野文二                             | 九州帝国大学総長                                     | 1940年（昭和15年）5月17日  |                                         |
| 前田治                               | 陸軍中将                                             | 1940年（昭和15年）5月23日  |                                         |
| 篠塚義男                             | 陸軍中将                                             | 1940年（昭和15年）8月16日  |                                         |
| 岡今朝雄                             | 会計検査院長                                         | 1940年（昭和15年）11月1日  |                                         |
| 林柳三郎                             | 陸軍中将                                             | 1942年（昭和17年）4月5日   |                                         |
| 北野憲造                             | 陸軍中将                                             | 1942年（昭和17年）5月12日  |                                         |
| 山口多聞                             | 海軍中将                                             | 1942年（昭和17年）6月5日   | 戦死後追贈                              |
| 飯田祥二郎                           | 陸軍中将                                             | 1942年（昭和17年）8月19日  |                                         |
| 前田利為                             | 侯爵、陸軍大将                                       | 1942年（昭和17年）9月5日   | 士族（加賀） 没後追贈                   |
| ヴァルター・フォン・ブラウヒッチュ   | ドイツ陸軍総司令官                                   | 1942年（昭和17年）9月26日  |                                         |
| ヴィルヘルム・カイテル               | 国防軍総司令部長官                                   | 1942年（昭和17年）9月26日  |                                         |
| 平林盛人                             | 陸軍中将                                             | 1942年（昭和17年）10月10日 |                                         |
| 横山勇                               | 陸軍中将                                             | 1942年（昭和17年）11月12日 |                                         |
| 細萱戊子郎                           | 海軍中将                                             | 1942年（昭和17年）12月9日  |                                         |
| 今村信次郎                           | 海軍中将                                             | 1943年（昭和18年）1月15日  |                                         |
| 本多政材                             | 陸軍中将                                             | 1943年（昭和18年）2月9日   |                                         |
| 平賀譲                               | 男爵、海軍造船中将、東京帝国大学総長                 | 1943年（昭和18年）2月17日  | 没後追贈                                |
| 遠藤源六                             | 行政裁判所長官                                       | 1943年（昭和18年）3月9日   |                                         |
| バー・モウ                           | ビルマ行政府長官                                     | 1943年（昭和18年）3月22日  | 日本軍占領地における対日協力の功績      |
| 林頼三郎                             | 司法大臣                                             | 1943年（昭和18年）4月10日  |                                         |
| 菅原通敬                             | 東洋拓殖総裁                                         | 1943年（昭和18年）5月11日  |                                         |
| 菅原道大                             | 陸軍中将                                             | 1943年（昭和18年）6月9日   |                                         |
| 篠田治策                             | 李王職長官                                           | 1943年（昭和18年）9月7日   |                                         |
| ホセ・ラウレル                       | フィリピン共和国、独立準備委員長                     | 1943年（昭和18年）10月1日  | 日本軍占領地における対日協力の功績      |
| ホルヘ・B・ヴァルガス                | フィリピン共和国、独立準備委員                       | 1943年（昭和18年）10月1日  | 日本軍占領地における対日協力の功績      |
| 安達二十三                           | 陸軍中将                                             | 1943年（昭和18年）10月9日  |                                         |
| 樋口季一郎                           | 陸軍中将                                             | 1943年（昭和18年）11月11日 |                                         |
| 潮恵之輔                             | 枢密院副議長                                         | 1943年（昭和18年）12月20日 |                                         |
| 松浦光清                             | 陸軍軍医中将                                         | 1944年（昭和19年）1月18日  |                                         |
| 桜井省三                             | 陸軍中将                                             | 1944年（昭和19年）3月7日   |                                         |
| 古野好武                             | 陸軍主計中将                                         | 1944年（昭和19年）4月12日  |                                         |
| 小泉六一                             | 陸軍中将                                             | 1944年（昭和19年）6月13日  |                                         |
| 俵孫一                               | 商工大臣                                             | 1944年（昭和19年）6月17日  |                                         |
| 高橋伊望                             | 海軍中将                                             | 1944年（昭和19年）7月13日  |                                         |
| 沢本頼雄                             | 海軍大将                                             | 1944年（昭和19年）8月15日  |                                         |
| 牛島満                               | 陸軍大将                                             | 1944年（昭和19年）9月12日  |                                         |
| 松平頼寿                             | 伯爵、貴族院議長                                     | 1944年（昭和19年）9月13日  | 士族（高松） 没後追贈                   |
| 石黒貞蔵                             | 陸軍中将                                             | 1944年（昭和19年）10月12日 |                                         |
| 河瀬四郎                             | 海軍中将                                             | 1944年（昭和19年）10月12日 |                                         |
| 草鹿任一                             | 海軍中将                                             | 1944年（昭和19年）10月12日 |                                         |
| 三川軍一                             | 海軍中将                                             | 1944年（昭和19年）10月12日 |                                         |
| 荒川文六                             | 九州帝国大学総長                                     | 1944年（昭和19年）11月15日 |                                         |
| 小野塚喜平次                         | 東京帝国大学総長                                     | 1944年（昭和19年）11月27日 |                                         |
| 秋田清                               | 衆議院議長                                           | 1944年（昭和19年）12月3日  |                                         |
| 永井柳太郎                           | 逓信大臣                                             | 1944年（昭和19年）12月4日  |                                         |
| 小畑英良                             | 陸軍大将                                             | 1945年（昭和20年）1月31日  | 戦死後追贈                              |
| 鷹森孝                               | 陸軍中将                                             | 1945年（昭和20年）3月22日  |                                         |
| 遠藤喜一                             | 海軍大将                                             | 1945年（昭和20年）3月23日  | 戦死後追贈                              |
| 高木武雄                             | 海軍大将                                             | 1945年（昭和20年）3月23日  | 戦死後追贈                              |
| 遠山登                               | 陸軍中将                                             | 1945年（昭和20年）4月18日  |                                         |
| 渡辺正夫                             | 陸軍中将                                             | 1945年（昭和20年）7月25日  | 士族（岸和田）                          |

#### 昭和時代（戦後）
日本国憲法下
| 受章者名           | 主な官職・役職                                 | 受章日                     | 備考                                     |
| ------------------ | ---------------------------------------------- | -------------------------- | ---------------------------------------- |
| 美濃部達吉         | 元枢密顧問官                                   | 1948年（昭和23年）5月23日  | 没後追贈                                 |
| 西野元             | 元枢密顧問官                                   | 1948年（昭和23年）8月3日   |                                          |
| 長岡半太郎         | 帝国学士院会員                                 | 1950年（昭和25年）12月11日 | 没後追贈                                 |
| 穂積重遠           | 最高裁判所判事                                 | 1951年（昭和26年）7月29日  | 没後追贈                                 |
| 田中舘愛橘         | 旧東京帝国大学名誉教授                         | 1952年（昭和27年）5月21日  | 没後追贈                                 |
| 本多光太郎         | 旧東北帝国大学総長                             | 1954年（昭和29年）2月12日  | 没後追贈                                 |
| 市来乙彦           | 大蔵大臣                                       | 1954年（昭和29年）2月19日  | 没後追贈                                 |
| 前田米蔵           | 商工大臣                                       | 1954年（昭和29年）3月18日  | 没後追贈                                 |
| 松本烝治           | 憲法改正担当国務大臣                           | 1954年（昭和29年）10月8日  | 没後追贈                                 |
| 大達茂雄           | 旧内務大臣                                     | 1955年（昭和30年）9月25日  | 没後追贈                                 |
| 緒方竹虎           | 内閣官房長官、副総理、自由党総裁               | 1956年（昭和31年）1月28日  | 没後追贈                                 |
| 三木武吉           | 衆議院議員、自由民主党総裁代行委員             | 1956年（昭和31年）7月4日   | 没後追贈                                 |
| 大口喜六           | 衆議院議員                                     | 1957年（昭和32年）1月26日  | 没後追贈                                 |
| 大麻唯男           | 国家公安委員会委員長                           | 1957年（昭和32年）2月20日  | 没後追贈                                 |
| 永井潜             | 旧東京帝国大学教授                             | 1957年（昭和32年）5月17日  | 没後追贈                                 |
| 川合芳三郎（玉堂） | 帝国芸術院会員                                 | 1957年（昭和32年）6月30日  | 没後追贈                                 |
| 下村宏             | 情報局総裁                                     | 1957年（昭和32年）12月3日  |                                          |
| 砂田重政           | 防衛庁長官                                     | 1957年（昭和32年）10月27日 |                                          |
| 山崎猛             | 運輸大臣                                       | 1957年（昭和32年）10月27日 |                                          |
| 横山秀麿（大観）   | 旧帝国美術院会員                               | 1958年（昭和33年）2月26日  | 没後追贈                                 |
| 松岡駒吉           | 衆議院議長                                     | 1958年（昭和33年）8月14日  | 没後追贈                                 |
| 安藤広太郎         | 内閣顧問                                       | 1958年（昭和33年）10月14日 | 没後追贈                                 |
| 岡田忠彦           | 衆議院議長                                     | 1958年（昭和33年）10月30日 | 没後追贈                                 |
| 井上匡四郎         | 旧子爵、鉄道大臣                               | 1959年（昭和34年）3月18日  | 没後追贈                                 |
| 金森徳次郎         | 法制局長官、憲法担当国務大臣                   | 1959年（昭和34年）6月16日  | 没後追贈                                 |
| 苫米地義三         | 運輸大臣、国民民主党最高委員                   | 1959年（昭和34年）6月29日  | 没後追贈                                 |
| 小山松寿           | 衆議院議長                                     | 1959年（昭和34年）11月25日 | 没後追贈                                 |
| 松阪広政           | 司法大臣                                       | 1960年（昭和35年）1月5日   | 没後追贈                                 |
| 河本文一           | 会計検査院長                                   | 1960年（昭和35年）2月12日  | 没後追贈                                 |
| 高木貞治           | 旧東京帝国大学名誉教授                         | 1960年（昭和35年）2月28日  | 没後追贈                                 |
| 石黒忠篤           | 農林大臣                                       | 1960年（昭和35年）3月10日  | 没後追贈                                 |
| 藤原銀次郎         | 商工大臣、王子製紙社長                         | 1960年（昭和35年）3月17日  | 没後追贈                                 |
| 中島久万吉         | 旧男爵、商工大臣、横濱護謨製造（横浜ゴム）会長 | 1960年（昭和35年）4月25日  | 没後追贈                                 |
| 犬養健             | 法務大臣                                       | 1960年（昭和35年）8月28日  | 没後追贈                                 |
| 次田大三郎         | 法制局長官、内閣書記官長                       | 1960年（昭和35年）9月15日  | 没後追贈                                 |
| 小坂順造           | 枢密顧問官                                     | 1960年（昭和35年）10月16日 | 没後追贈                                 |
| 水谷長三郎         | 商工大臣                                       | 1960年（昭和35年）12月17日 | 没後追贈                                 |
| 筧克彦             | 東京帝国大学教授                               | 1961年（昭和36年）2月27日  | 没後追贈                                 |
| 広幡忠隆           | 旧侯爵、皇后宮大夫                             | 1961年（昭和36年）4月12日  | 没後追贈                                 |
| 牧野良三           | 法務大臣                                       | 1961年（昭和36年）6月1日   | 没後追贈                                 |
| 田中都吉           | 駐ソ連大使                                     | 1961年（昭和36年）10月3日  | 没後追贈                                 |
| 小倉正恒           | 大蔵大臣                                       | 1961年（昭和36年）11月20日 | 没後追贈                                 |
| 戸田正三           | 金沢大学学長                                   | 1961年（昭和36年）11月20日 | 没後追贈                                 |
| アーレイ・バーク   | アメリカ海軍作戦部長                           | 1961年（昭和36年）月日     |                                          |
| 安井誠一郎         | 東京都知事                                     | 1962年（昭和37年）1月14日  |                                          |
| 熊谷岱蔵           | 東北大学名誉教授                               | 1962年（昭和37年）2月19日  | 没後追贈                                 |
| 前田多門           | 文部大臣                                       | 1962年（昭和37年）6月4日   | 没後追贈                                 |
| 柳田國男           | 枢密顧問官、民俗学者                           | 1962年（昭和37年）8月8日   | 没後追贈                                 |
| 真島利行           | 旧東北帝国大学名誉教授                         | 1962年（昭和37年）8月19日  | 没後追贈                                 |
| 谷正之             | 外務大臣                                       | 1962年（昭和37年）10月26日 | 没後追贈                                 |
| 植原悦二郎         | 衆議院副議長                                   | 1962年（昭和37年）12月2日  | 没後追贈                                 |
| 徳川家正           | 旧公爵、貴族院議長                             | 1963年（昭和38年）2月18日  | 没後追贈                                 |
| 湯沢三千男         | 内務大臣                                       | 1963年（昭和38年）2月21日  | 没後追贈                                 |
| 田子一民           | 衆議院議長                                     | 1963年（昭和38年）8月15日  | 没後追贈                                 |
| 河田烈             | 大蔵大臣                                       | 1963年（昭和38年）9月10日  |                                          |
| 勝沼精蔵           | 名古屋大学学長                                 | 1963年（昭和38年）11月10日 | 没後追贈                                 |
| 田中万逸           | 無任所国務大臣、衆議院副議長                   | 1963年（昭和38年）12月5日  | 没後追贈                                 |
| 高碕達之助         | 経済企画庁長官                                 | 1964年（昭和39年）2月24日  | 没後追贈                                 |
| 石橋湛山           | 第55代内閣総理大臣                             | 1964年（昭和39年）4月29日  |                                          |
| 片山哲             | 第46代内閣総理大臣                             | 1964年（昭和39年）4月29日  |                                          |
| 加藤鐐五郎         | 衆議院議長                                     | 1964年（昭和39年）4月29日  |                                          |
| 小原直             | 法務大臣                                       | 1964年（昭和39年）4月29日  |                                          |
| 霜山精一           | 最高裁判所判事                                 | 1964年（昭和39年）4月29日  |                                          |
| 田中耕太郎         | 最高裁判所長官                                 | 1964年（昭和39年）4月29日  |                                          |
| 山田三良           | 日本学士院院長                                 | 1964年（昭和39年）4月29日  |                                          |
| 清瀬一郎           | 衆議院議長                                     | 1964年（昭和39年）11月3日  |                                          |
| 正力松太郎         | 科学技術庁長官、読売新聞社社主                 | 1964年（昭和39年）11月3日  |                                          |
| 星島二郎           | 衆議院議長                                     | 1964年（昭和39年）11月3日  |                                          |
| 益谷秀次           | 衆議院議長                                     | 1964年（昭和39年）11月3日  |                                          |
| カーティス・ルメイ | アメリカ空軍参謀総長                           | 1964年（昭和39年）12月4日  |                                          |
| 川島正次郎         | 行政管理庁長官、自由民主党副総裁               | 1965年（昭和40年）4月29日  |                                          |
| 重宗雄三           | 参議院議長                                     | 1965年（昭和40年）4月29日  |                                          |
| 船田中             | 衆議院議長                                     | 1965年（昭和40年）4月29日  |                                          |
| 石井光次郎         | 法務大臣                                       | 1965年（昭和40年）11月3日  |                                          |
| 横田喜三郎         | 最高裁判所長官                                 | 1965年（昭和40年）11月3日  |                                          |
| 東龍太郎           | 東京都知事                                     | 1967年（昭和42年）4月29日  |                                          |
| 高木武雄           | 旧海軍大将                                     | 1967年（昭和42年）8月30日  | 戦没者殊勲                               |
| 遠藤喜一           | 旧海軍大将                                     | 1967年（昭和42年）10月28日 | 戦没者殊勲                               |
| 藤山愛一郎         | 外務大臣、藤山コンツェルン総帥                 | 1967年（昭和42年）11月3日  |                                          |
| 山口喜久一郎       | 衆議院議長                                     | 1967年（昭和42年）11月3日  |                                          |
| 栗林忠道           | 旧陸軍大将                                     | 1967年（昭和42年）12月23日 | 戦没者殊勲                               |
| 下村定             | 旧陸軍大将、陸軍大臣                           | 1968年（昭和43年）3月25日  | 没後追贈                                 |
| ロバート・ケネディ | アメリカ合衆国上院議員                         | 1968年（昭和43年）6月6日   | 没後追贈                                 |
| 増田甲子七         | 運輸大臣                                       | 1968年（昭和43年）11月3日  |                                          |
| 山縣正郷           | 旧海軍大将                                     | 1968年（昭和43年）12月25日 | 戦没者殊勲                               |
| 奥野健一           | 最高裁判所判事                                 | 1969年（昭和44年）4月29日  |                                          |
| 椎名悦三郎         | 外務大臣、自由民主党副総裁                     | 1969年（昭和44年）4月29日  |                                          |
| 横田正俊           | 最高裁判所長官                                 | 1969年（昭和44年）4月29日  |                                          |
| 鈴木宗作           | 旧陸軍大将                                     | 1969年（昭和44年）9月27日  | 戦没者殊勲                               |
| 永山忠則           | 自治大臣                                       | 1969年（昭和44年）11月3日  |                                          |
| 堀切善次郎         | 内務大臣                                       | 1969年（昭和44年）11月3日  |                                          |
| 山県栗花生         | 旧陸軍中将                                     | 1970年（昭和45年）2月28日  | 戦没者殊勲                               |
| 足立正             | 日本商工会議所（日商）会頭                     | 1970年（昭和45年）4月29日  |                                          |
| 石坂泰三           | 経済団体連合会（経団連）会長                   | 1970年（昭和45年）4月29日  |                                          |
| 灘尾弘吉           | 衆議院議長                                     | 1970年（昭和45年）4月29日  |                                          |
| 松田竹千代         | 衆議院議長                                     | 1970年（昭和45年）4月29日  |                                          |
| 斯波孝四郎         | 三菱重工業会長                                 | 1970年（昭和45年）11月3日  |                                          |
| 向井忠晴           | 大蔵大臣、三井財閥総帥                         | 1970年（昭和45年）11月3日  |                                          |
| 安川第五郎         | 安川電機会長                                   | 1970年（昭和45年）11月3日  |                                          |
| 青木一男           | 大蔵大臣                                       | 1971年（昭和46年）4月29日  |                                          |
| 入江俊郎           | 法制局長官                                     | 1971年（昭和46年）4月29日  |                                          |
| 中村梅吉           | 法務大臣                                       | 1971年（昭和46年）4月29日  |                                          |
| 荒木万寿夫         | 文部大臣                                       | 1971年（昭和46年）11月3日  |                                          |
| 菅野和太郎         | 通商産業大臣                                   | 1971年（昭和46年）11月3日  |                                          |
| 後藤文夫           | 内務大臣                                       | 1971年（昭和46年）11月3日  |                                          |
| 橋本登美三郎       | 運輸大臣                                       | 1971年（昭和46年）11月3日  |                                          |
| 広瀬久忠           | 厚生大臣                                       | 1971年（昭和46年）11月3日  |                                          |
| 一松定吉           | 厚生大臣                                       | 1972年（昭和47年）4月29日  |                                          |
| 稲田周一           | 侍従長                                         | 1972年（昭和47年）4月29日  |                                          |
| 井上孝治郎         | 駐トルコ大使                                   | 1972年（昭和47年）4月29日  |                                          |
| 井野碩哉           | 法務大臣                                       | 1972年（昭和47年）4月29日  |                                          |
| 今道潤三           | 東京放送会長                                   | 1972年（昭和47年）4月29日  |                                          |
| 植村甲午郎         | 経済団体連合会（経団連）会長                   | 1972年（昭和47年）4月29日  |                                          |
| 大濱信泉           | 早稲田大学総長                                 | 1972年（昭和47年）4月29日  |                                          |
| 加藤弁三郎         | 協和発酵会長                                   | 1972年（昭和47年）4月29日  |                                          |
| 川端康成           | 小説家                                         | 1972年（昭和47年）4月29日  | 1961年（昭和36年）、文化勲章受章。       |
| 高田元三郎         | 日米通信社社長                                 | 1972年（昭和47年）4月29日  |                                          |
| 中安閑一           | 宇部興産社長                                   | 1972年（昭和47年）4月29日  |                                          |
| 新関八洲太郎       | 三井物産会長                                   | 1972年（昭和47年）4月29日  |                                          |
| 西尾末広           | 国務大臣副総理、民社党委員長                   | 1972年（昭和47年）4月29日  |                                          |
| 橋本清之助         | 日本原子力産業会議                             | 1972年（昭和47年）4月29日  |                                          |
| 保利茂             | 労働大臣                                       | 1972年（昭和47年）4月29日  |                                          |
| 松本正雄           | 最高裁判所判事                                 | 1972年（昭和47年）4月29日  |                                          |
| 郡祐一             | 法務大臣                                       | 1972年（昭和47年）4月29日  |                                          |
| 森八三一           | 参議院副議長                                   | 1972年（昭和47年）4月29日  |                                          |
| 山縣勝見           | 郵政大臣、興亜火災海上保険会長                 | 1972年（昭和47年）4月29日  |                                          |
| 横溝光暉           | 岡山県知事                                     | 1972年（昭和47年）4月29日  |                                          |
| 木内四郎           | 科学技術庁長官                                 | 1972年（昭和47年）11月3日  |                                          |
| 河野謙三           | 参議院議長                                     | 1972年（昭和47年）11月3日  |                                          |
| 中村寅太           | 運輸大臣                                       | 1972年（昭和47年）11月3日  |                                          |
| 馬場義続           | 検事総長                                       | 1972年（昭和47年）11月3日  |                                          |
| 松浦周太郎         | 労働大臣                                       | 1972年（昭和47年）11月3日  |                                          |
| 村上勇             | 郵政大臣                                       | 1972年（昭和47年）11月3日  |                                          |
| 山縣昌夫           | 東京大学教授                                   | 1972年（昭和47年）11月3日  |                                          |
| 有田喜一           | 文部大臣                                       | 1973年（昭和48年）4月29日  |                                          |
| 石原幹市郎         | 自治大臣                                       | 1973年（昭和48年）4月29日  |                                          |
| 河野密             | 衆議院議員                                     | 1973年（昭和48年）4月29日  |                                          |
| 福田一             | 衆議院議長                                     | 1973年（昭和48年）4月29日  |                                          |
| 真野毅             | 最高裁判所判事                                 | 1973年（昭和48年）4月29日  |                                          |
| 天野貞祐           | 文部大臣                                       | 1973年（昭和48年）11月3日  |                                          |
| 石田和外           | 最高裁判所長官                                 | 1973年（昭和48年）11月3日  |                                          |
| 桑原幹根           | 愛知県知事                                     | 1973年（昭和48年）11月3日  |                                          |
| 小山邦太郎         | 衆議院議員、参議院議員、小諸市長               | 1973年（昭和48年）11月3日  |                                          |
| 島津忠承           | 日本赤十字社長                                 | 1973年（昭和48年）11月3日  |                                          |
| 周東英雄           | 農林大臣                                       | 1973年（昭和48年）11月3日  |                                          |
| 高橋誠一郎         | 日本芸術院院長、慶應義塾塾長                   | 1973年（昭和48年）11月3日  |                                          |
| 西村英一           | 厚生大臣、自由民主党副総裁                     | 1973年（昭和48年）11月3日  |                                          |
| 倉石忠雄           | 農林大臣                                       | 1974年（昭和49年）4月29日  |                                          |
| 古池信三           | 郵政大臣                                       | 1974年（昭和49年）4月29日  |                                          |
| 佐藤喜一郎         | 三井銀行会長                                   | 1974年（昭和49年）4月29日  |                                          |
| 床次徳二           | 総理府総務長官                                 | 1974年（昭和49年）4月29日  |                                          |
| 南原繁             | 旧東京帝国大学総長、日本学士院院長             | 1974年（昭和49年）4月29日  |                                          |
| 森戸辰男           | 文部大臣                                       | 1974年（昭和49年）4月29日  |                                          |
| 吉武恵市           | 労働大臣                                       | 1974年（昭和49年）4月29日  |                                          |
| 伊藤整一           | 旧海軍大将                                     | 1974年（昭和49年）6月26日  | 戦没者殊勲                               |
| 冨永信政           | 旧陸軍大将                                     | 1974年（昭和49年）9月28日  | 戦没者殊勲                               |
| 木村篤太郎         | 法務大臣、防衛庁長官                           | 1974年（昭和49年）11月3日  |                                          |
| 黒川利雄           | 東北大学学長                                   | 1974年（昭和49年）11月3日  |                                          |
| 篠田弘作           | 自治大臣                                       | 1974年（昭和49年）11月3日  |                                          |
| 新谷寅三郎         | 運輸大臣                                       | 1974年（昭和49年）11月3日  |                                          |
| 瀬戸山三男         | 法務大臣、文部大臣                             | 1974年（昭和49年）11月3日  |                                          |
| 塚田十一郎         | 郵政大臣                                       | 1974年（昭和49年）11月3日  |                                          |
| 鳥養利三郎         | 京都大学総長                                   | 1974年（昭和49年）11月3日  |                                          |
| 中山伊知郎         | 一橋大学学長                                   | 1974年（昭和49年）11月3日  |                                          |
| 赤城宗徳           | 農林水産大臣                                   | 1975年（昭和50年）4月29日  |                                          |
| 有沢広巳           | 法政大学総長                                   | 1975年（昭和50年）4月29日  |                                          |
| 大橋武夫           | 運輸大臣                                       | 1975年（昭和50年）4月29日  |                                          |
| 茅誠司             | 東京大学総長                                   | 1975年（昭和50年）4月29日  |                                          |
| 千葉三郎           | 労働大臣                                       | 1975年（昭和50年）4月29日  |                                          |
| 東畑精一           | 東京大学教授                                   | 1975年（昭和50年）4月29日  |                                          |
| 上原正吉           | 科学技術庁長官                                 | 1975年（昭和50年）11月3日  |                                          |
| 加藤常太郎         | 労働大臣                                       | 1975年（昭和50年）11月3日  |                                          |
| 木原均             | 京都大学教授                                   | 1975年（昭和50年）11月3日  |                                          |
| 武見太郎           | 日本医師会会長                                 | 1975年（昭和50年）11月3日  |                                          |
| 西村直己           | 農林水産大臣                                   | 1975年（昭和50年）11月3日  |                                          |
| 早稲田柳右衛門     | 衆議院議員                                     | 1975年（昭和50年）11月3日  |                                          |
| 秋田大助           | 自治大臣                                       | 1976年（昭和51年）4月29日  |                                          |
| 宇佐美毅           | 宮内庁長官                                     | 1976年（昭和51年）4月29日  |                                          |
| 小島徹三           | 法務大臣                                       | 1976年（昭和51年）4月29日  |                                          |
| 小山長規           | 建設大臣                                       | 1976年（昭和51年）4月29日  |                                          |
| 島村一郎           | 衆議院議員                                     | 1976年（昭和51年）4月29日  |                                          |
| 田中伊三次         | 法務大臣                                       | 1976年（昭和51年）4月29日  |                                          |
| 高橋雄豺           | 警察官僚                                       | 1976年（昭和51年）4月29日  |                                          |
| 朝永振一郎         | 東京教育大学学長                               | 1976年（昭和51年）4月29日  | 1952年（昭和27年）、文化勲章受章。       |
| 前尾繁三郎         | 衆議院議長                                     | 1976年（昭和51年）4月29日  |                                          |
| 水田三喜男         | 大蔵大臣                                       | 1976年（昭和51年）4月29日  |                                          |
| 植木庚子郎         | 大蔵大臣                                       | 1976年（昭和51年）11月3日  |                                          |
| 徳安実蔵           | 郵政大臣                                       | 1976年（昭和51年）11月3日  |                                          |
| 広瀬正雄           | 郵政大臣                                       | 1976年（昭和51年）11月3日  |                                          |
| 村上朝一           | 最高裁判所長官                                 | 1976年（昭和51年）11月3日  |                                          |
| 荒舩清十郎         | 運輸大臣                                       | 1977年（昭和52年）4月29日  |                                          |
| 下田武三           | 外務次官、駐アメリカ大使、最高裁判所判事       | 1977年（昭和52年）4月29日  |                                          |
| 浜野清吾           | 法務大臣                                       | 1977年（昭和52年）4月29日  |                                          |
| 福田篤泰           | 郵政大臣                                       | 1977年（昭和52年）4月29日  |                                          |
| 湯川秀樹           | 京都大学名誉教授                               | 1977年（昭和52年）4月29日  | 1943年（昭和18年）、文化勲章受章。       |
| 剱木亨弘           | 文部大臣                                       | 1977年（昭和52年）11月3日  |                                          |
| 藤林益三           | 最高裁判所長官                                 | 1977年（昭和52年）11月3日  |                                          |
| 増原惠吉           | 防衛庁長官                                     | 1977年（昭和52年）11月3日  |                                          |
| 土光敏夫           | 経済団体連合会（経団連）会長                   | 1978年（昭和53年）4月29日  |                                          |
| 永野重雄           | 日本商工会議所（日商）会頭、富士製鐵社長       | 1978年（昭和53年）4月29日  |                                          |
| 長谷川四郎         | 農林水産大臣                                   | 1978年（昭和53年）4月29日  |                                          |
| 坊秀男             | 大蔵大臣                                       | 1978年（昭和53年）4月29日  |                                          |
| 芦原義重           | 関西電力会長                                   | 1978年（昭和53年）11月3日  |                                          |
| 岡原昌男           | 最高裁判所長官                                 | 1979年（昭和54年）4月29日  |                                          |
| 井上五郎           | 中部電力会長                                   | 1979年（昭和54年）11月3日  |                                          |
| 奥田良三           | 奈良県知事                                     | 1979年（昭和54年）11月3日  |                                          |
| 増本量             | 東北大学名誉教授                               | 1979年（昭和54年）11月3日  |                                          |
| 稲葉修             | 法務大臣                                       | 1980年（昭和55年）4月29日  |                                          |
| 大石武一           | 農林水産大臣                                   | 1980年（昭和55年）4月29日  |                                          |
| 兼重寛九郎         | 日本学術会議会長                               | 1980年（昭和55年）4月29日  |                                          |
| 小平久雄           | 衆議院副議長                                   | 1980年（昭和55年）4月29日  |                                          |
| 堀田庄三           | 日本航空会長                                   | 1980年（昭和55年）4月29日  |                                          |
| 春日一幸           | 民社党委員長                                   | 1980年（昭和55年）11月3日  |                                          |
| 木村武雄           | 建設大臣                                       | 1980年（昭和55年）11月3日  |                                          |
| 高辻正己           | 最高裁判所判事、法務大臣                       | 1980年（昭和55年）11月3日  |                                          |
| 町村金五           | 自治大臣                                       | 1980年（昭和55年）11月3日  |                                          |
| 森永貞一郎         | 日本銀行総裁                                   | 1980年（昭和55年）11月3日  |                                          |
| 山田久就           | 環境庁長官                                     | 1980年（昭和55年）11月3日  |                                          |
| 大槻文平           | 三菱鉱業セメント会長                           | 1981年（昭和56年）4月29日  |                                          |
| 松沢雄蔵           | 行政管理庁長官                                 | 1981年（昭和56年）4月29日  |                                          |
| 松下幸之助         | 松下電器産業会長                               | 1981年（昭和56年）4月29日  |                                          |
| 原安三郎           | 日本化薬会長                                   | 1981年（昭和56年）11月3日  |                                          |
| 稲山嘉寛           | 経済団体連合会（経団連）会長、新日本製鐵社長   | 1982年（昭和57年）4月29日  |                                          |
| 牛場信彦           | 駐アメリカ大使、対外経済担当大臣               | 1982年（昭和57年）4月29日  |                                          |
| 小坂善太郎         | 外務大臣                                       | 1982年（昭和57年）4月29日  |                                          |
| 古井喜実           | 法務大臣                                       | 1982年（昭和57年）4月29日  |                                          |
| 安西浩             | 東京瓦斯会長                                   | 1982年（昭和57年）11月3日  |                                          |
| 中野四郎           | 国土庁長官                                     | 1982年（昭和57年）11月3日  |                                          |
| 松前重義           | 東海大学総長                                   | 1982年（昭和57年）11月3日  |                                          |
| 小川平二           | 文部大臣                                       | 1983年（昭和58年）4月29日  |                                          |
| 櫻内義雄           | 外務大臣                                       | 1983年（昭和58年）4月29日  |                                          |
| 松平勇雄           | 福島県知事                                     | 1983年（昭和58年）4月29日  |                                          |
| 森八三一           | 参議院副議長                                   | 1983年（昭和58年）4月29日  |                                          |
| 木村俊夫           | 外務大臣                                       | 1983年（昭和58年）11月3日  |                                          |
| 佐伯勇             | 近畿日本鉄道会長                               | 1983年（昭和58年）11月3日  |                                          |
| 藤田進             | 参議院議員、日本労働組合総評議会議長           | 1983年（昭和58年）11月3日  |                                          |
| 前田正男           | 科学技術庁長官                                 | 1983年（昭和58年）11月3日  |                                          |
| 金子岩三           | 農林大臣                                       | 1984年（昭和59年）4月29日  |                                          |
| 楯兼次郎           | 衆議院議員                                     | 1984年（昭和59年）4月29日  |                                          |
| 八木一郎           | 衆議院議員、参議院議員                         | 1984年（昭和59年）4月29日  |                                          |
| 山本幸一           | 衆議院議員                                     | 1984年（昭和59年）4月29日  |                                          |
| 足立篤郎           | 農林水産大臣                                   | 1984年（昭和59年）11月3日  |                                          |
| 久保田豊           | 日本工営会長                                   | 1985年（昭和60年）4月29日  |                                          |
| 佐々木良作         | 民社党委員長                                   | 1985年（昭和60年）4月29日  |                                          |
| 渡海元三郎         | 自治大臣                                       | 1985年（昭和60年）4月29日  |                                          |
| 服部高顕           | 最高裁判所長官                                 | 1985年（昭和60年）4月29日  |                                          |
| 小林進             | 衆議院議員                                     | 1985年（昭和60年）4月29日  |                                          |
| 今里広記           | 実業家                                         | 1985年（昭和60年）5月30日  | 没後追贈、1979年（昭和54年）勲一等瑞宝章 |
| 佐々木義武         | 通商産業大臣                                   | 1985年（昭和60年）11月3日  |                                          |
| 天野光晴           | 国土庁長官                                     | 1986年（昭和61年）4月29日  |                                          |
| 井出一太郎         | 内閣官房長官                                   | 1986年（昭和61年）4月29日  |                                          |
| 井深大             | ソニー会長                                     | 1986年（昭和61年）4月29日  |                                          |
| 岩佐凱実           | 富士銀行頭取                                   | 1986年（昭和61年）4月29日  |                                          |
| 上村千一郎         | 環境庁長官                                     | 1986年（昭和61年）4月29日  |                                          |
| 金子一平           | 大蔵大臣                                       | 1986年（昭和61年）4月29日  |                                          |
| 小平忠             | 衆議院議員                                     | 1986年（昭和61年）4月29日  |                                          |
| 西郷吉之助         | 法務大臣                                       | 1986年（昭和61年）4月29日  |                                          |
| 藤井勝志           | 労働大臣                                       | 1986年（昭和61年）4月29日  |                                          |
| 三原朝雄           | 文部大臣                                       | 1986年（昭和61年）4月29日  |                                          |
| 阿具根登           | 参議院副議長                                   | 1986年（昭和61年）11月3日  |                                          |
| 大来佐武郎         | 外務大臣                                       | 1986年（昭和61年）11月3日  |                                          |
| 岡田春夫           | 参議院副議長                                   | 1986年（昭和61年）11月3日  |                                          |
| 奥野誠亮           | 文部大臣                                       | 1986年（昭和61年）11月3日  |                                          |
| 勝間田清一         | 参議院副議長                                   | 1986年（昭和61年）11月3日  |                                          |
| 加藤武徳           | 自治大臣                                       | 1986年（昭和61年）11月3日  |                                          |
| 野田卯一           | 建設大臣                                       | 1986年（昭和61年）11月3日  |                                          |
| 細田吉蔵           | 運輸大臣                                       | 1986年（昭和61年）11月3日  |                                          |
| 石田博英           | 労働大臣                                       | 1987年（昭和62年）4月29日  |                                          |
| 斎藤邦吉           | 厚生大臣                                       | 1987年（昭和62年）4月29日  |                                          |
| 笹川良一           | 日本船舶振興会長                               | 1987年（昭和62年）4月29日  |                                          |
| 古屋亨             | 自治大臣                                       | 1987年（昭和62年）4月29日  |                                          |
| 森山欽司           | 運輸大臣                                       | 1987年（昭和62年）4月29日  |                                          |
| 宇都宮徳馬         | 衆議院議員、参議院議員                         | 1987年（昭和62年）11月3日  |                                          |
| 岡本道雄           | 京都大学総長                                   | 1987年（昭和62年）11月3日  |                                          |
| 木村睦男           | 参議院議長                                     | 1987年（昭和62年）11月3日  |                                          |
| 小林宏治           | 日本電気会長                                   | 1987年（昭和62年）11月3日  |                                          |
| 鈴木俊一           | 東京都知事                                     | 1987年（昭和62年）11月3日  |                                          |
| 田中正巳           | 厚生大臣                                       | 1987年（昭和62年）11月3日  |                                          |
| 団藤重光           | 最高裁判所判事、東京大学教授                   | 1987年（昭和62年）11月3日  |                                          |
| 寺田治郎           | 最高裁判所長官                                 | 1987年（昭和62年）11月3日  |                                          |
| 中村正雄           | 衆議院議員、参議院議員                         | 1987年（昭和62年）11月3日  |                                          |
| 根本龍太郎         | 内閣官房長官                                   | 1987年（昭和62年）11月3日  |                                          |
| 林敬三             | 赤十字社長                                     | 1987年（昭和62年）11月3日  |                                          |
| 日向方斉           | 住友金属会長                                   | 1987年（昭和62年）11月3日  |                                          |
| 下平正一           | 衆議院議員                                     | 1988年（昭和63年）4月29日  |                                          |
| 小坂徳三郎         | 運輸大臣                                       | 1988年（昭和63年）11月3日  |                                          |
| 丹羽兵助           | 労働大臣                                       | 1988年（昭和63年）11月3日  |                                          |
| 福井謙一           | 京都大学名誉教授                               | 1988年（昭和63年）11月3日  | 1981年（昭和56年）、文化勲章受章。       |

#### 平成
栄典制度改革前
| 受章者名     | 主な官職・役職                                     | 受章日                    | 備考                                        |
| ------------ | -------------------------------------------------- | ------------------------- | ------------------------------------------- |
| 小倉武一     | 税制調査会長                                       | 1989年（平成元年）4月29日 |                                             |
| 林修三       | 法制局長官                                         | 1989年（平成元年）4月29日 |                                             |
| 松野幸泰     | 岐阜県知事、国土庁長官                             | 1989年（平成元年）4月29日 |                                             |
| 角屋堅次郎   | 衆議院議員                                         | 1989年（平成元年）11月3日 |                                             |
| 白木義一郎   | 参議院議員                                         | 1989年（平成元年）11月3日 |                                             |
| 秋山長造     | 参議院副議長                                       | 1990年（平成2年）4月29日  |                                             |
| 斎藤英四郎   | 経済団体連合会会長、新日本製鐵社長                 | 1990年（平成2年）4月29日  |                                             |
| 澄田智       | 日本銀行総裁                                       | 1990年（平成2年）4月29日  |                                             |
| 田中龍夫     | 通商産業大臣                                       | 1990年（平成2年）4月29日  |                                             |
| 二階堂進     | 内閣官房長官                                       | 1990年（平成2年）4月29日  |                                             |
| 八百板正     | 参議院議員                                         | 1990年（平成2年）4月29日  |                                             |
| 安井吉典     | 衆議院副議長                                       | 1990年（平成2年）4月29日  |                                             |
| 多賀谷真稔   | 衆議院副議長                                       | 1990年（平成2年）11月3日  |                                             |
| 豊田英二     | トヨタ自動車工業社長                               | 1990年（平成2年）11月3日  |                                             |
| 本田宗一郎   | 本田技研工業社長                                   | 1991年（平成2年）11月3日  |                                             |
| 渡辺栄一     | 建設大臣                                           | 1990年（平成2年）11月3日  |                                             |
| 石原俊       | 日産自動車社長                                     | 1991年（平成3年）4月29日  |                                             |
| 久野忠治     | 郵政大臣                                           | 1991年（平成3年）4月29日  |                                             |
| 小柳勇       | 参議院議員                                         | 1991年（平成3年）4月29日  |                                             |
| 田川誠一     | 自治大臣                                           | 1991年（平成3年）4月29日  |                                             |
| 畑和         | 埼玉県知事                                         | 1991年（平成3年）4月29日  |                                             |
| 原田憲       | 運輸大臣                                           | 1991年（平成3年）4月29日  |                                             |
| 永末英一     | 民社党委員長                                       | 1991年（平成3年）11月3日  |                                             |
| 山中貞則     | 通商産業大臣                                       | 1991年（平成3年）11月3日  |                                             |
| 内海英男     | 建設大臣                                           | 1992年（平成4年）4月29日  |                                             |
| 初村滝一郎   | 労働大臣                                           | 1992年（平成4年）4月29日  |                                             |
| 藤田正明     | 参議院議長                                         | 1992年（平成4年）4月29日  |                                             |
| 森下元晴     | 厚生大臣                                           | 1992年（平成4年）4月29日  |                                             |
| 長田裕二     | 参議院議長                                         | 1992年（平成4年）11月3日  |                                             |
| 伊藤正己     | 最高裁判所判事                                     | 1993年（平成5年）4月29日  |                                             |
| 江崎真澄     | 総務庁長官                                         | 1993年（平成5年）4月29日  |                                             |
| 倉成正       | 外務大臣                                           | 1993年（平成5年）4月29日  |                                             |
| 角田禮次郎   | 最高裁判所判事                                     | 1993年（平成5年）4月29日  |                                             |
| 永井道雄     | 文部大臣                                           | 1993年（平成5年）4月29日  |                                             |
| 塩崎潤       | 総務庁長官                                         | 1993年（平成5年）11月3日  |                                             |
| 楢崎弥之助   | 衆議院議員                                         | 1993年（平成5年）11月3日  |                                             |
| 林田悠紀夫   | 法務大臣                                           | 1993年（平成5年）11月3日  |                                             |
| 村山達雄     | 大蔵大臣                                           | 1993年（平成5年）11月3日  |                                             |
| 鈴木永二     | 日本経営者団体連盟会長                             | 1994年（平成6年）4月29日  |                                             |
| 平岩外四     | 経済団体連合会会長                                 | 1994年（平成6年）4月29日  |                                             |
| 亀井正夫     | 住友電気工業会長                                   | 1994年（平成6年）11月3日  |                                             |
| 小林與三次   | 読売新聞会長                                       | 1994年（平成6年）11月3日  |                                             |
| 石川忠雄     | 慶応義塾塾長                                       | 1995年（平成7年）4月29日  |                                             |
| 沢田一精     | 熊本県知事                                         | 1995年（平成7年）4月29日  |                                             |
| 鈴木省吾     | 法務大臣                                           | 1995年（平成7年）4月29日  |                                             |
| 村田敬次郎   | 自治大臣                                           | 1995年（平成7年）4月29日  |                                             |
| 大出俊       | 郵政大臣                                           | 1995年（平成7年）11月3日  |                                             |
| 佐藤守良     | 農林水産大臣                                       | 1995年（平成7年）11月3日  |                                             |
| 武藤山治     | 衆議院議員                                         | 1995年（平成7年）11月3日  |                                             |
| 吉國一郎     | 法制局長官                                         | 1995年（平成7年）11月3日  |                                             |
| 左藤恵       | 法務大臣                                           | 1996年（平成8年）4月29日  |                                             |
| 山口鶴男     | 総務庁長官                                         | 1996年（平成8年）4月29日  |                                             |
| 栗原祐幸     | 労働大臣                                           | 1996年（平成8年）11月3日  |                                             |
| 河本敏夫     | 通商産業大臣                                       | 1996年（平成8年）11月3日  |                                             |
| 坂本三十次   | 労働大臣、内閣官房長官                             | 1996年（平成8年）11月3日  |                                             |
| 竹入義勝     | 公明党委員長                                       | 1996年（平成8年）11月3日  |                                             |
| 田邊誠       | 日本社会党委員長                                   | 1996年（平成8年）11月3日  |                                             |
| 野坂浩賢     | 内閣官房長官                                       | 1996年（平成8年）11月3日  |                                             |
| 松永信雄     | 大使                                               | 1996年（平成8年）11月3日  |                                             |
| 味村治       | 最高裁判所判事                                     | 1996年（平成8年）11月3日  |                                             |
| 植木光教     | 総理府総務長官                                     | 1997年（平成9年）4月29日  |                                             |
| 鯨岡兵輔     | 衆議院副議長、環境庁長官                           | 1997年（平成9年）4月29日  |                                             |
| 後藤田正晴   | 内閣官房長官                                       | 1997年（平成9年）4月29日  |                                             |
| 田澤吉郎     | 農林水産大臣                                       | 1997年（平成9年）4月29日  |                                             |
| 塚本三郎     | 民社党委員長                                       | 1997年（平成9年）4月29日  |                                             |
| 中山太郎     | 外務大臣                                           | 1997年（平成9年）4月29日  |                                             |
| 田邊圀男     | 総理府総務長官                                     | 1997年（平成9年）11月3日  |                                             |
| 江崎玲於奈   | 物理学者、筑波大学長                               | 1998年（平成10年）4月29日 | 1974年（昭和49年）11月3日、文化勲章を受章。 |
| 奥田敬和     | 郵政大臣、自治大臣、国家公安委員会委員長、運輸大臣 | 1998年（平成10年）4月29日 |                                             |
| 越智伊平     | 農林水産大臣                                       | 1998年（平成10年）4月29日 |                                             |
| 世耕政隆     | 近畿大学総長、自治大臣、裁判官弾劾裁判所裁判長     | 1998年（平成10年）4月29日 |                                             |
| 水野清       | 建設大臣                                           | 1998年（平成10年）4月29日 |                                             |
| 三ツ林弥太郎 | 科学技術庁長官                                     | 1998年（平成10年）4月29日 |                                             |
| 赤桐操       | 参議院副議長                                       | 1998年（平成10年）11月3日 |                                             |
| 江藤隆美     | 運輸大臣                                           | 1998年（平成10年）11月3日 |                                             |
| 瀬谷英行     | 参議院副議長                                       | 1998年（平成10年）11月3日 |                                             |
| 中山利生     | 防衛庁長官                                         | 1998年（平成10年）11月3日 |                                             |
| 藤尾正行     | 労働大臣                                           | 1998年（平成10年）11月3日 |                                             |
| 遠藤要       | 法務大臣                                           | 1999年（平成11年）4月29日 |                                             |
| 山下徳夫     | 厚生大臣                                           | 1999年（平成11年）4月29日 |                                             |
| 井上吉夫     | 国土庁長官                                         | 1999年（平成11年）11月3日 |                                             |
| 梶山静六     | 内閣官房長官                                       | 1999年（平成11年）11月3日 |                                             |
| 加藤六月     | 農林水産大臣                                       | 1999年（平成11年）11月3日 |                                             |
| 高鳥修       | 総務庁長官                                         | 1999年（平成11年）11月3日 |                                             |
| 長野士郎     | 岡山県知事                                         | 1999年（平成11年）11月3日 |                                             |
| 藤森昭一     | 宮内庁長官                                         | 1999年（平成11年）11月3日 |                                             |
| 松永光       | 大蔵大臣                                           | 1999年（平成11年）11月3日 |                                             |
| 三好達       | 最高裁判所長官                                     | 1999年（平成11年）11月3日 |                                             |
| 石原信雄     | 内閣官房副長官                                     | 2000年（平成12年）4月29日 |                                             |
| 大内啓伍     | 厚生大臣                                           | 2000年（平成12年）4月29日 |                                             |
| 小澤辰男     | 厚生大臣                                           | 2000年（平成12年）4月29日 |                                             |
| 近藤鉄雄     | 労働大臣                                           | 2000年（平成12年）4月29日 |                                             |
| 竹内黎一     | 科学技術庁長官                                     | 2000年（平成12年）4月29日 |                                             |
| 林義郎       | 大蔵大臣                                           | 2000年（平成12年）4月29日 |                                             |
| 平泉渉       | 経済企画庁長官                                     | 2000年（平成12年）4月29日 |                                             |
| 武藤嘉文     | 外務大臣                                           | 2000年（平成12年）4月29日 |                                             |
| 井上裕       | 参議院議長                                         | 2000年（平成12年）11月3日 |                                             |
| 小澤潔       | 国土庁長官                                         | 2000年（平成12年）11月3日 |                                             |
| 越智通雄     | 経済企画庁長官                                     | 2000年（平成12年）11月3日 |                                             |
| 粕谷茂       | 北海道開発庁長官                                   | 2000年（平成12年）11月3日 |                                             |
| 唐沢俊二郎   | 郵政大臣                                           | 2000年（平成12年）11月3日 |                                             |
| 坂野重信     | 自治大臣                                           | 2000年（平成12年）11月3日 |                                             |
| 塩川正十郎   | 自治大臣                                           | 2000年（平成12年）11月3日 |                                             |
| 谷川和穂     | 法務大臣                                           | 2000年（平成12年）11月3日 |                                             |
| 葉梨信行     | 自治大臣                                           | 2000年（平成12年）11月3日 |                                             |
| 岩崎純三     | 総務庁長官                                         | 2001年（平成13年）4月29日 |                                             |
| 小里貞利     | 労働大臣                                           | 2001年（平成13年）4月29日 |                                             |
| 坪井栄孝     | 医師会会長                                         | 2001年（平成13年）4月29日 |                                             |
| 藤本孝雄     | 農林水産大臣                                       | 2001年（平成13年）4月29日 |                                             |
| 堀之内久男   | 農林水産大臣                                       | 2001年（平成13年）4月29日 |                                             |
| 久保亘       | 大蔵大臣                                           | 2001年（平成13年）11月3日 |                                             |
| 田英夫       | 参議院議員                                         | 2001年（平成13年）11月3日 |                                             |
| 村岡兼造     | 内閣官房長官                                       | 2001年（平成13年）11月3日 |                                             |
| 相澤英之     | 経済企画庁長官                                     | 2002年（平成14年）4月29日 |                                             |
| 谷洋一       | 農林水産大臣                                       | 2002年（平成14年）4月29日 |                                             |
| 豊田章一郎   | トヨタ自動車社長                                   | 2002年（平成14年）4月29日 |                                             |
| 野呂田芳成   | 農林水産大臣                                       | 2002年（平成14年）4月29日 |                                             |
| 原田昇左右   | 建設大臣                                           | 2002年（平成14年）4月29日 |                                             |
| 平井卓志     | 労働大臣                                           | 2002年（平成14年）4月29日 |                                             |
| 宮下創平     | 厚生大臣                                           | 2002年（平成14年）4月29日 |                                             |
| 上原康助     | 沖縄開発庁長官                                     | 2002年（平成14年）11月3日 |                                             |
| 中山正暉     | 建設大臣                                           | 2002年（平成14年）11月3日 |                                             |
| 西田司       | 自治大臣                                           | 2002年（平成14年）11月3日 |                                             |
| 野中広務     | 内閣官房長官                                       | 2002年（平成14年）11月3日 |                                             |
| 稲葉興作     | 日本商工会議所会頭                                 | 2003年（平成15年）4月29日 |                                             |
| 佐藤信二     | 運輸大臣                                           | 2003年（平成15年）4月29日 |                                             |
| 小柴昌俊     | 東京大学名誉教授                                   | 2003年（平成15年）4月29日 | 1997年（平成9年）11月3日、文化勲章を受章。  |
| 堀内光雄     | 通商産業大臣                                       | 2003年（平成15年）4月29日 |                                             |
| 渡部恒三     | 衆議院副議長、通商産業大臣                         | 2003年（平成15年）4月29日 |                                             |

栄典制度改革後